# Демократична партія США
Демократи́чна па́ртія США (англ. Democratic Party) — американська лівоцентристська ліберальна політична партія, одна з двох головних політичних сил США (разом з Республіканської партією США), що створюють двопартійну систему. Є однією з найдавніших політичних партій у світі. Її неофіційний символ — віслюк (символ упертого подолання перешкод), її колір — синій.
Засновниками партії вважаються Томас Джефферсон (вважається таким, що заклав основи партії у 1792) і Ендрю Джексон (перший президент США, обраний як кандидат від цієї партії у 1828).
У 1828—1860 демократи домінували на політичній сцені США, іноді поступаючись владою вігам. Але з початку Громадянської війни (1861) і аж до 1912 керівною партією практично завжди була заснована Авраамом Лінкольном Республіканська партія США; єдиний політик-демократ, що обирався в ці роки президентом, — Гровер Клівленд.
У XX столітті Демократична партія знайшла друге дихання і дала таких видатних президентів, як Вільсон, Ф. Рузвельт і Кеннеді. Кінець XX століття і початок XXI, попри два президентські терміни демократа Клінтона в 1993—2001 — це час нового відходу партії на другий план і переважання республіканців як у легіслатурах штатів, так і в Конгресі.
Після виборів 2022 року Демократична партія має меншість місць у Палаті представників і більшість у Сенаті, а також поступається республіканцям за кількістю губернаторів штатів і контрольованим законодавчим зборам штатів.

## Історія

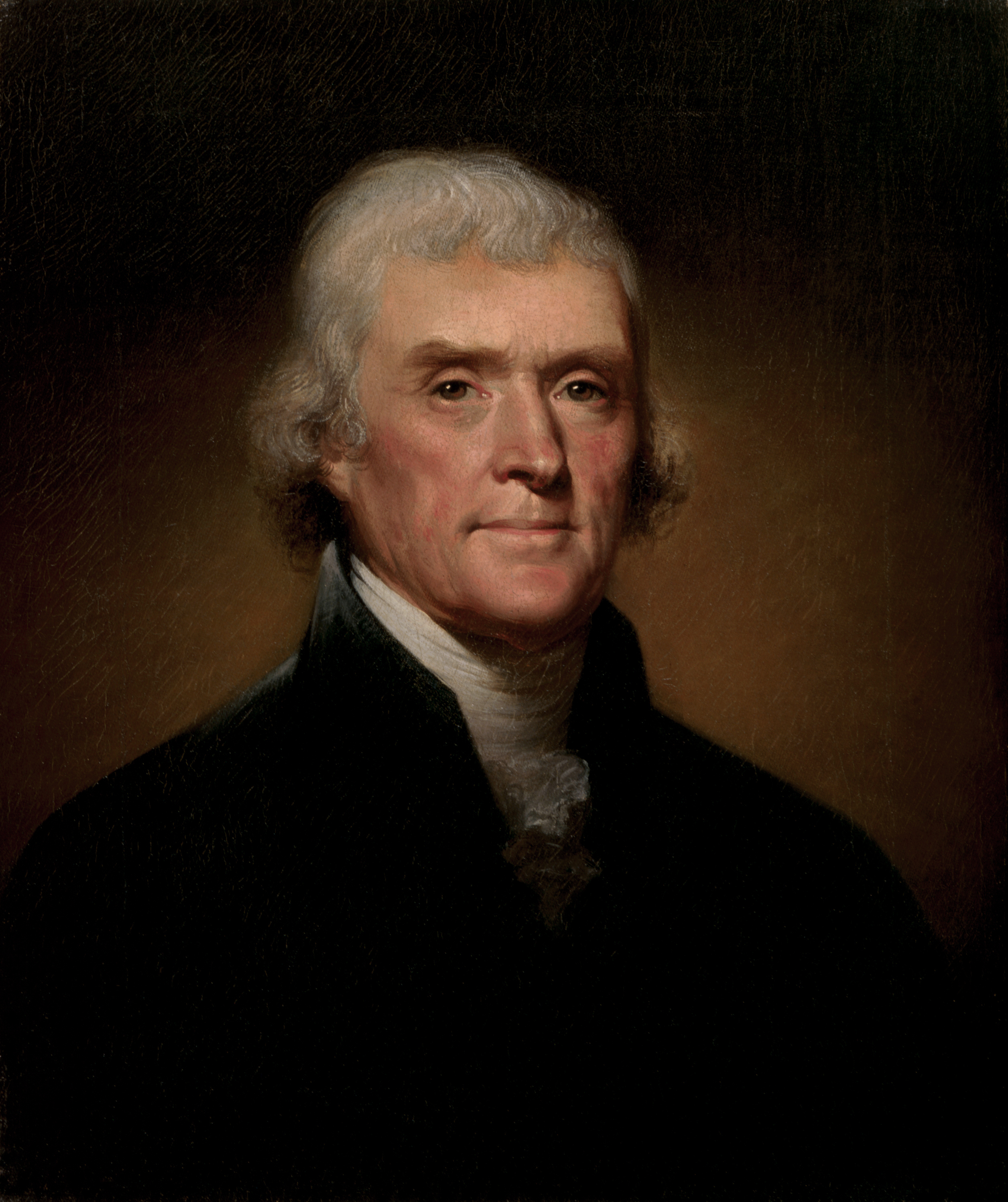
Томас Джефферсон

Чиновники Демократичної партії часто простежують її походження натхненням Демократично-республіканської партії, заснованої Томасом Джефферсоном, Джеймсом Медісоном та іншими впливовими опонентами федералістів у 1792 р. Ця партія також надихнула вігів та сучасних республіканців. Сучасна Демократична партія справді виникла в 1830-х роках з обранням Ендрю Джексона. З моменту висування Вільяма Дженнінгса Брайана в 1896 році, партія загалом позиціонувала себе зліва від Республіканської партії з економічних питань. Вони були більш ліберальними з питань громадянських прав з 1948 року. Що стосується зовнішньої політики, то обидві сторони кілька разів змінювали свою позицію.
Демократична партія розвинулася з республіканської або Джефферсонівської республіканської партії, організованої Томасом Джефферсоном та Джеймсом Медісоном в опозицію до Федералістичної партії Александра Гамільтона та Джона Адамса. Демократично-республіканська партія виступає за республіканство; слабкий федеральний уряд; права держав; аграрні інтереси (особливо південні плантатори); суворе дотримання Конституції; він виступав проти національного банку, тісних зв'язків з Великою Британією, а також бізнесу та банківських інтересів. Демократично-республіканська партія прийшла до влади на виборах 1800 року.

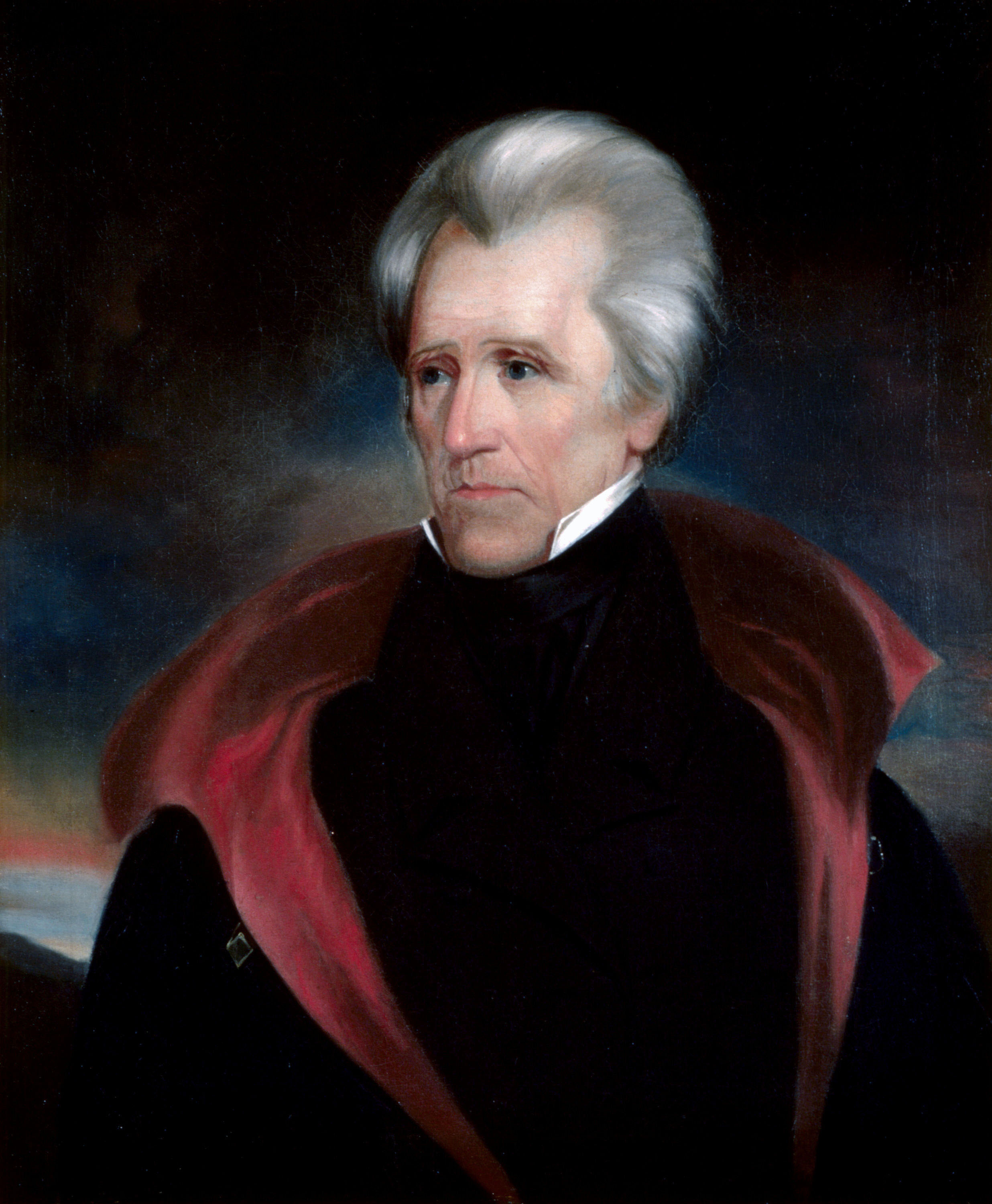
Ендрю Джексон був сьомим президентом США (1829—1837) і першим президентом від Демократичної партії.

Після війни 1812 р. Федералісти практично зникли і єдиною національною політичною партією, що залишилася, були демократи-республіканці. Епоха однопартійного правління в США, відома як Ера добрих почуттів, тривала з 1816 р. До початку 1830-х років, коли партія вігів стала національною політичною групою, яка конкурувала з демократ-республіканцями.

### 1828—1860
Демократично-республіканська партія розкололася щодо вибору наступника президента Джеймса Монро. Фракція, яка підтримувала багато старих принципів Джефферсонівської демократії, очолювана Ендрю Джексоном та Мартіном ван Бюреном, стала сучасною демократичною партією.
За платформами державних та національних партій стояв широко поширений політичний світогляд, який характеризував демократів: Демократи представляли широке коло поглядів, але поділяли фундаментальну прихильність до Джефферсонівської концепції аграрного суспільства. Вони розглядали центральний уряд як ворога особистої свободи. «Корумпована угода» 1824 року посилила їхні підозри щодо політики Вашингтона. Джексонівці боялися концентрації економічної та політичної влади. Вони вважали, що втручання уряду в економіку приносить користь групам із особливими інтересами та створювало корпоративні монополії, які віддавали перевагу багатим. Вони прагнули відновити незалежність особи — ремісника та звичайного фермера — припинивши федеральну підтримку банків та корпорацій та обмеживши використання паперової валюти, якій вони довіряли. Їх визначення належної ролі уряду, як правило, було негативним, а політична влада Джексона значною мірою виражалася в негативних діях. Він застосував право вето більше, ніж усі попередні президенти разом взяті. Джексон та його прихильники також виступали проти реформи як руху. Реформатори, які прагнуть перетворити свої програми на законодавство, вимагають активнішого уряду. Але демократи прагнули протистояти таким програмам, як реформа освіти в середині створення системи державної освіти. Наприклад, вони вважали, що державні школи обмежують свободу особистості, втручаючись у батьківську відповідальність і підриваючи свободу віросповідання, замінюючи церковні школи. Також Джексон не поділяв гуманітарні проблеми реформаторів. Він не співчував американським індіанцям, ініціювавши вилучення черокі по сліді сліз
На момент свого створення Демократична партія була партією «простої людини». Вона виступала проти скасування рабства.
Протистоячі фракції на чолі з Генрі Клейем допомогли утворити партію Вігів. Демократична партія мала невелику, але вирішальну перевагу перед вігами до 1850-х років, коли віги розпалися через питання рабства. 1854 року, розлючений законом Канзас-Небраска, демократи проти рабства покинули партію і приєдналися до Північних вігів, щоб утворити Республіканську партію.

### 1860—1900
Демократи розкололися щодо вибору наступника президента Джеймса Бюкенена по північній та південній лінії, оскільки фракції партії надали дві окремі кандидатури на пост президента на виборах 1860 р., в яких Республіканська партія здобула перемогу. Радикали, що провокували боротьбу з рабством, провели виїзд як на демократичну конвенцію в Інституті Чарлстона в квітні, так і на конвенцію в Балтіморі в червні, коли національна партія не прийме резолюцію, що підтримує поширення рабства на території, навіть якщо виборці цих територій не хотіли цього. Ці південні демократи висунули на посаду віцепрезидента, який обіймав посаду за рабство, Джон. К. Брекенрідж з Кентуккі, президентом і генералом Джозефом Лейном, колишнім губернатором штату Орегон, на посаду віцепрезидента. Північні демократи висунули сенатора Стівена А. Дугласа з штату Іллінойс на посаду президента та колишнього губернатора Джорджії Гершель В. Джонсон на посаду віцепрезидента, в той час як деякі південні демократи приєдналися до партії Конституційного союзу, підтримавши її кандидатури (які обидва були видатними лідерами вігів), Джон Белл штату Теннессі для президента та політичного діяча, державного діяча та педагога Едварда Еверетта з Массачусетсу на посаду віцепрезидента. Цей розрив демократів призвів до перемоги республіканців, і Авраам Лінкольн був обраний 16-м президентом США.

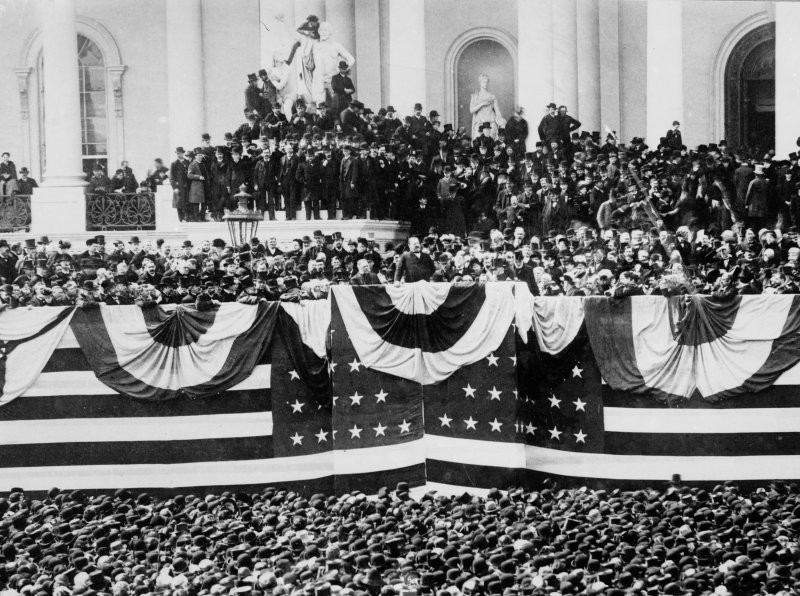
Інаугурація Гровера Клівленда, 1885 р. Єдиний президент з двома непослідовними термінами

З початком громадянської війни в Америці північні демократи поділилися на демократів війни та демократів миру. Американські конфедеративні штати, чиє політичне керівництво, багато в чому розглядало політичні партії як негативні для доброго управління, і, отже, Конфедерація не мала або, принаймні, жодної з широкою організацією притаманне іншим американським партіям. Більшість демократів війни воювали на виборах президента-республіканця Авраама Лінкольна та Партії національного союзу республіканців на виборах 1864 р., які містили Ендрю Джонсона в республіканському квитку, хоча він був демократом з Півдня. Джонсон замінив Лінкольна в 1865 році, але він залишився незалежним від обох сторін.
Демократи отримали користь від обурення білих південників Реконструкції після війни та наслідків ворожості до Республіканської партії. Після того, як викупителі закінчили реконструкцію в 1870-х і після часто вкрай жорстокого безправ'я афроамериканців на чолі з такими білими верховенськими демократичними політиками, як Бенджамін Тілман з Південної Кароліни у 1880-х та 1890-х роках, Південь, голосуючи за демократа, став відомий як «Суцільний Південь». Хоча республіканці перемогли на всіх виборах, окрім двох президентських, демократи залишалися конкурентоспроможними. У партії домінували про-бізнес-бурбонські демократи на чолі з Семюелем Дж. Тільденом та Гровером Клівлендом, які представляли торгові, банківські та залізничні інтереси; виступали проти імперіалізму та закордонної експансії; боролися за золотий стандарт; протиставлений біметалізму; і спрямовані проти корупції, високих податків і тарифів. Клівленд був обраний на два непослідовних президентських термінах у 1884 та 1892 роках.

### 1900—1930

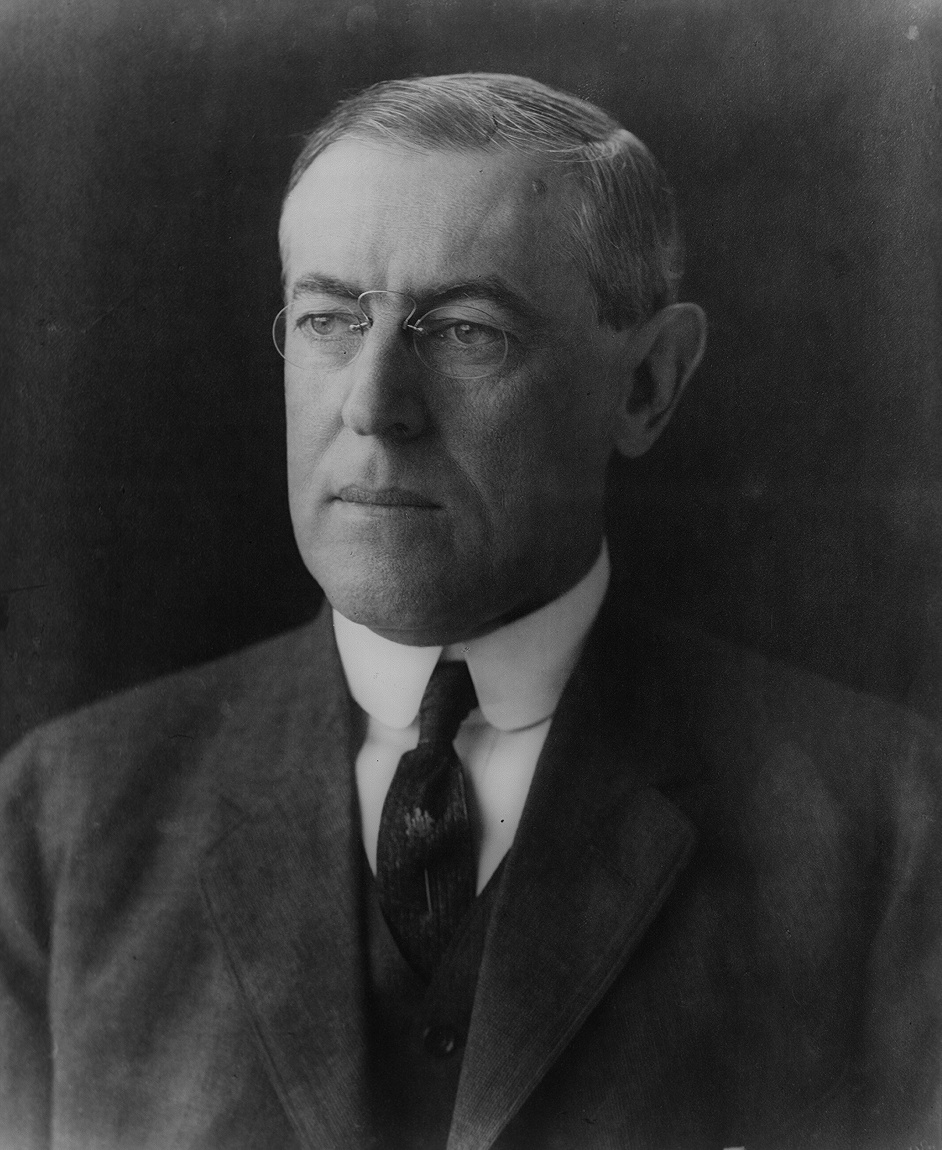
Томас Вудро Вільсон, 28 президент США. (1913—1921)

Аграрні демократи, що вимагають вільного срібла, скинули Бурбонських демократів у 1896 році та висунули Вільяма Дженнінгса Брайана на пост президента (номінація, повторена демократами в 1900 та 1908 роках). Брайан проводив бурхливу кампанію, що атакувала східні грошові інтереси, але він програв республіканцю Вільяму Маккінлі.
Демократи взяли під контроль Палату в 1910 році і обрали Вудро Вільсона президентом у 1912 році (коли республіканці розкололися) та 1916 р. Вільсон фактично змусив Конгрес зупинити питання тарифів, грошей та антимонопольного права, які панували в політиці протягом 40 років, з новими прогресивними законами. Він не зміг прийняти Версальський договір (який передбачав приєднання до Ліги Націй). Слабка партія була глибоко розділена такими питаннями, як ККК та заборона у 1920-х роках. Однак він організував нових етнічних виборців у північних містах.

### 1930—1960

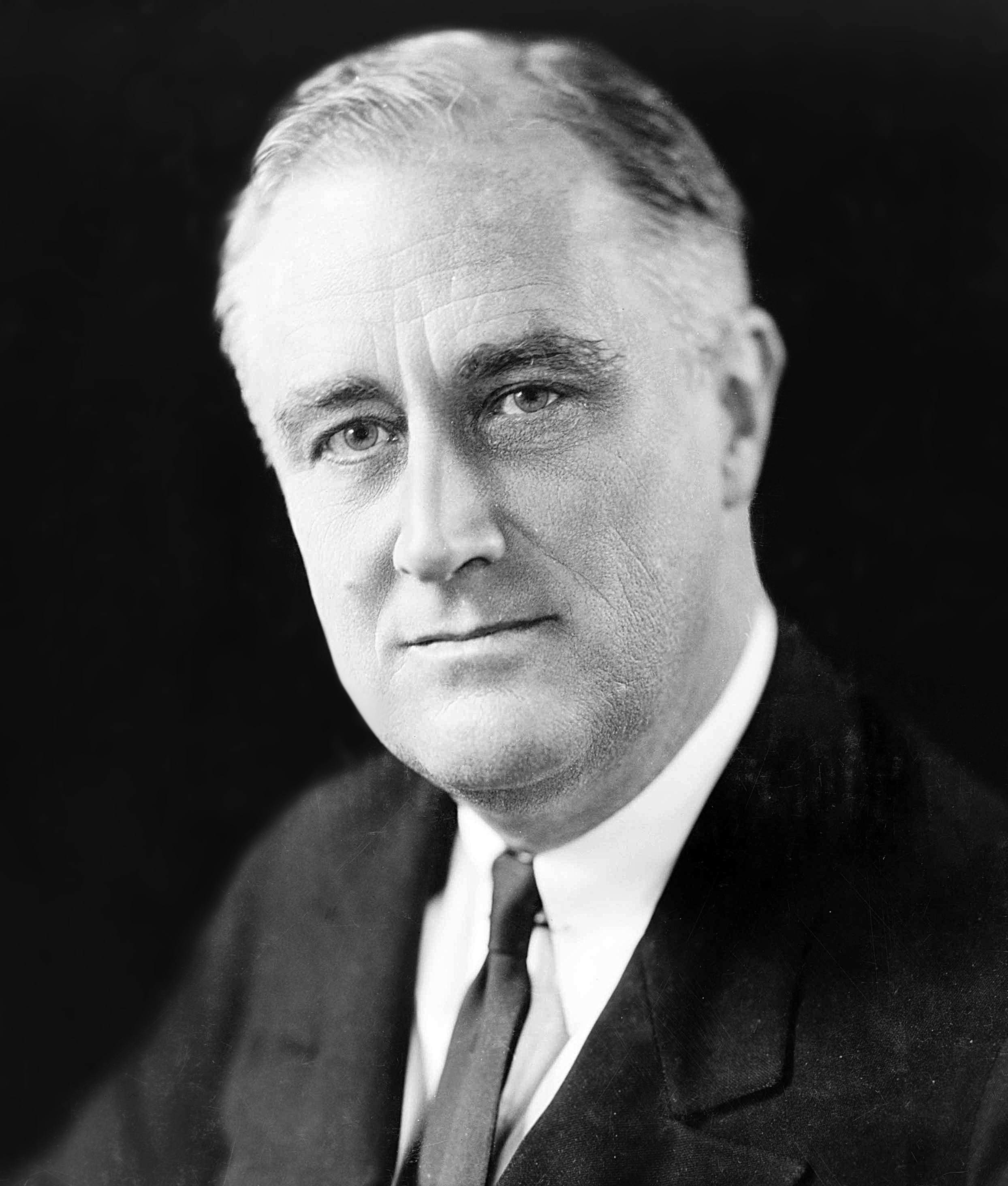
Франклін Д. Рузвельт, 32 президент США (1933—1945)

Велика депресія 1929 р., Що сталася при президенті республіканці Герберта Гувера, і республіканського конгресу створили підґрунтя для більш ліберального уряду, оскільки демократи контролювали Палату представників майже безперебійно з 1930 по 1994 рік і виграли більшість президентських виборів до 1968 року. Франклін Д. Рузвельт, обраний президентом у 1932 р., вийшов з урядовими програмами під назвою «Новий курс». Лібералізм Нова Угода означав регулювання бізнесу (особливо фінансів та банківської справи) та сприяння профспілкам, а також федеральним витратам на допомогу безробітним, допомогу фермерам, які перебувають у неблагополучному стані, та розпочати масштабні проєкти громадських робіт. Це поклало початок американській державі добробуту. Опоненти, які підкреслили опозицію до профспілок, підтримку бізнесу та низькі податки, почали називати себе «консерваторами».
До 1980-х років Демократична партія була коаліцією двох партій, розділених лінією Мейсона — Діксона: ліберальних демократів на Півночі та культуроконсервативних виборців на Півдні, які хоч і отримали користь від багатьох проєктів громадських робіт Нової Угоди, які виступали проти збільшення громадянських прав ініціативи, які обстоюють ліберали Північного Сходу. Поляризація посилилась після смерті Рузвельта. Південні демократи утворили ключову частину двопартійної консервативної коаліції в союзі з більшістю республіканців Середнього Заходу. Економічно-активістська філософія Франкліна Д. Рузвельта, яка сильно вплинула на американський лібералізм, сформувала більшу частину економічного порядку денного партії після 1932 року. З 1930-х до середини 1960-х ліберальна коаліція Нової Угоди зазвичай контролювала президентство, тоді як консервативній коаліції зазвичай був підконтрольний Конгрес.
До проблем, з якими стикаються сторони та США після Другої світової війни, були «холодна війна» та рух за громадянські права. Республіканці залучали консерваторів та білих південників з демократичної коаліції за допомогою використання південної стратегії та опору лібералізму Нового курсу та Великого суспільства. Афроамериканці традиційно підтримували Республіканську партію через політику боротьби проти рабства щодо цивільних прав. Після прийняття Закону про громадянські права 1964 року та Закону про права голосу 1965 року південні штати стали надійніше республіканськими в президентській політиці, а північно-східні держави стали більш демократичними. Дослідження показують, що південні білі, які були основним елементом у Демократичній партії, перейшли до Республіканської партії через расовий консерватизм.

### 1960—1980

35 президент США, Джон Ф. Кеннеді (1961—1963) (праворуч), та його віцепрезидент, 36 президент США, Ліндон Б. Джонсон (1963—1969)

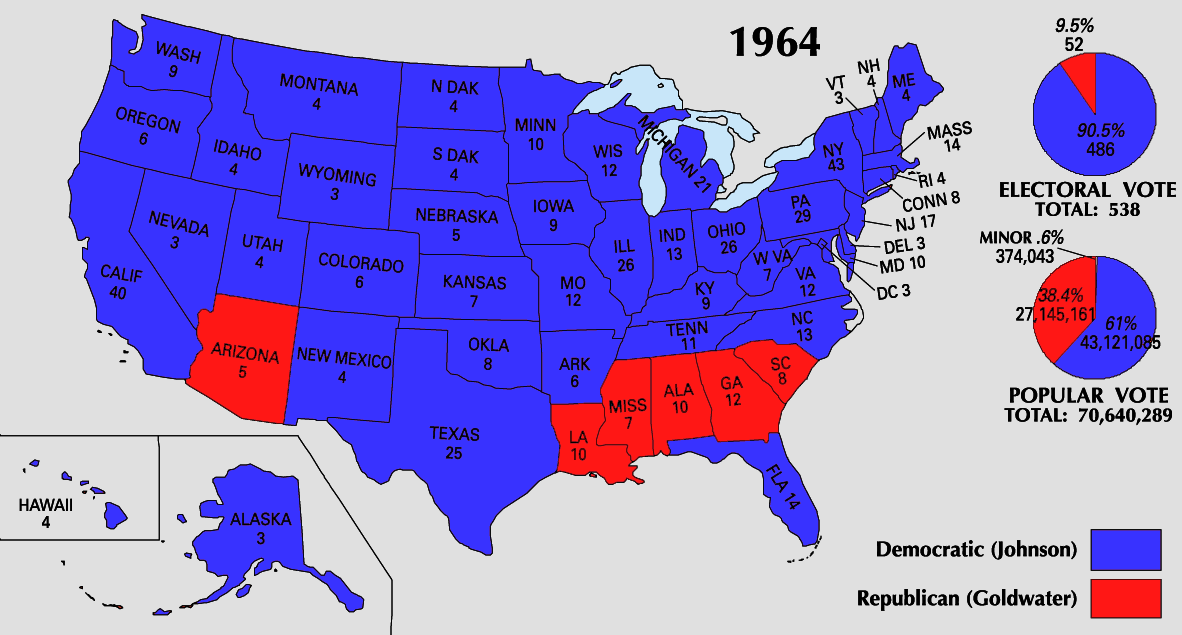
Карта результатів президентських виборів 1964 року. Червоним позначені штати, які підтримали республіканців; синім — демократів

Вибори президента Джона Кеннеді з Массачусетса в 1960 році були частковою рефлексією цієї зміни. До кампанії Кеннеді залучив нове покоління молодих виборців. У своєму порядку денному, який отримав назву «Нова межа», Кеннеді представив безліч соціальних програм та проєктів громадських робіт, разом із посиленою підтримкою космічної програми, пропонуючи пілотований космічний корабель на Місяць до кінця десятиліття. Він наполягав на ініціативах громадянських прав і пропонував Закон про громадянські права 1964 р. Але через його вбивстві в листопаді 1963 р. Йому не вдалося побачити його прийняття.
Наступник Кеннеді Ліндон Б. Джонсон зміг переконати конгрес, що був в основному консервативний, прийняти Закон про громадянські права 1964 р. і з більш прогресивним конгресом у 1965 р. було прийнято велику частину Великого Суспільства, яке складалося з низки соціальних програм, покликаних допомогти бідним. Адвокатство Кеннеді та Джонсона за громадянські права ще більше посилило чорну підтримку демократів, але призвело до відчуження південних білих, які врешті-решт тяжіли до республіканської партії, особливо після обрання Рональда Рейгана на пост президента в 1980 році. Залучення Сполучених Штатів у війні у В'єтнамі в 1960-х роках було ще одним розбіжним питанням, яке ще більше зламало лінії пролому коаліції демократів. Після Резолюції затоки Тонкіна в 1964 році президент Джонсон здійснив велику висадку бойових військ до В'єтнаму, але ескалація не змогла вигнати В'єт-Конг з Південного В'єтнаму, в результаті чого зростала трясовина, яка до 1968 року стала предметом широкої протидії — воєнних протестів в США та інших місцях. Зі збільшенням кількості жертв та нічних новин, що приносили домашні хвилюючі образи з В'єтнаму, дороге військове залучення стає все більш непопулярним, відчужуючи багато видів молодих виборців, яких приваблювали демократи на початку 1960-х. Протести цього року разом із вбивствами Мартіна Лютера Кінга-молодшого та кандидата в президенти від демократів сенатора Роберта Ф. Кеннеді (молодшого брата Джона Ф. Кеннеді) завершилося бурхливістю в гаряче оскаржуваній Демократичній національній конвенції цього літа в Чикаго (яка серед наступних потрясіння всередині і поза конвенційною залі висунули віцепрезидента Г'юберта Гамфрі) у серії подій, які виявилися значним переломним фактором занепаду широкої коаліції Демократичної партії.

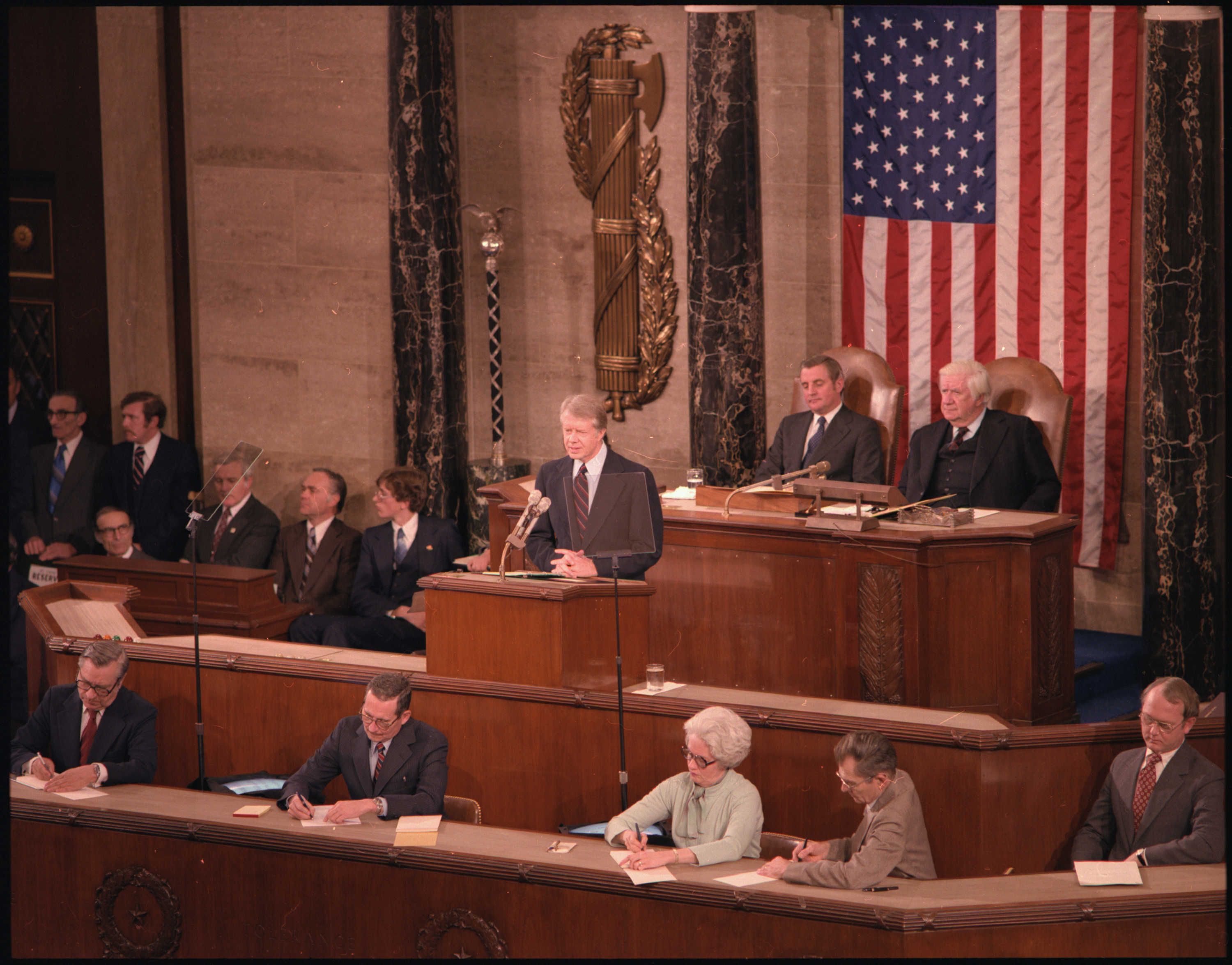
Джиммі Картер, 39 президент Сполучених Штатів (1977—1981), на виступі в Конгресі США у 1979 році

Кандидат у президенти від Республіканської партії Річард Ніксон зміг скористатися розгубленістю демократів у тому році і переміг на виборах 1968 року, щоб стати 37-м президентом, і знову виграє в 1972 році проти кандидата в демократичні партії Джорджа МакГоверна, який, як і Роберт Ф. Кеннеді, дотягнувся до молодших анти-виборців війни та контркультури, але на відмінну від Кеннеді йому не вдалося звернутися до більш традиційних білих округів робітничого класу. Під час другого терміну Ніксона його президентство було розхитано скандалом Уотергейт, який змусив його подати у відставку в 1974 році, після чого його змінив віцепрезидент Джеральд Форд, який відбув короткий термін (2 роки 164 дні). Скандал Уотергейт дав можливість демократам окупитися, і їхній кандидат Джиммі Картер переміг на президентських виборах 1976 року. При первісній підтримці євангельських християнських виборців на Півдні Картер тимчасово зміг об'єднати різні партії всередині партії, але інфляція та криза заручників Ірану 1979—1980 рр. зробили свою справу, що призвело до переконливої перемоги кандидата в президенти від республіканців Рональда Рейгана в 1980 році, який змінив тектонічні плити політичного ландшафту на користь республіканців на довгі роки.

### 1980—2000

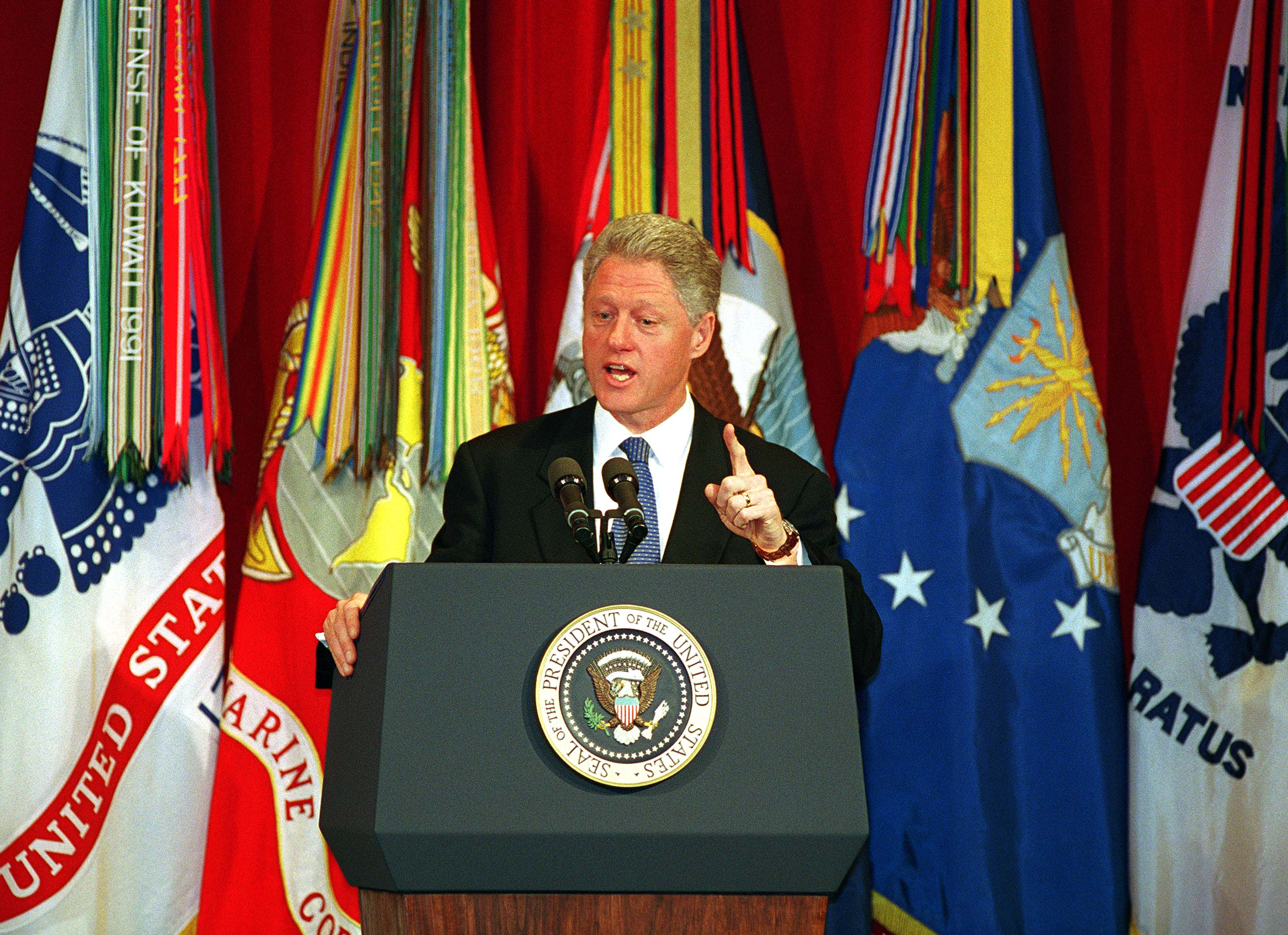
Білл Клінтон, 42 президент Сполучених Штатів (1993—2001). на виступі у Пентагоні в 1998 році.

Зі сходженням республіканців під Рональдом Рейганом демократи шукали способів реагування, але не змогли досягти успіху за допомогою традиційних кандидатів, таких як колишній віцепрезидент і кандидат у президенти від демократів Вольтер Мондейл, який програв Рейгану на президентських виборах 1984 року. Багато демократів покладали свої сподівання на майбутню зірку Гері Гарта, який кинув виклик Мондейлу в праймеріз 1984 року, присвячених темі «Нових ідей»; а в наступних праймеріз 1988 р. став фактичним переможцем і віртуальним «вболівальником» для кандидатури в президенти від демократів до того, як його кампанія закінчилася сексуальним скандалом. Партія все ж почала шукати молоде покоління лідерів, які, як Гарт, були натхненні прагматичним ідеалізмом Джона Ф. Кеннеді.
Губернатор Арканзасу Білл Клінтон був одним із таких діячів, який був обраний президентом у 1992 році кандидатом від демократів. Він називав себе «новим демократом». Партія прийняла центристський економічний, але соціально прогресивний порядок денний, після того як Рейган значно змістився вправо. Прагнучи звернутися як до лібералів, так і до фіскальних консерваторів, демократи почали виступати за збалансований бюджет та ринкову економіку, загартовану втручанням уряду (змішана економіка), а також постійний акцент на соціальній справедливості та позитивних діях. Економічну політику, прийняту Демократичною партією, включаючи колишню адміністрацію Клінтона, називали «Третім шляхом». Демократи втратили контроль над Конгресом на виборах 1994 р. до Республіканської партії. Переобраний у 1996 році, Клінтон був першим президентом від демократів обраним на два терміни з часів Франкліна Д. Рузвельта.

### 2001–наш час

Результати виборів за округами на Президентських виборах 2016 року

Після терактів 2001 р. на Всесвітній торговий центр та Пентагон, а також зростаючої стурбованості глобальним потеплінням, деякі ключові питання партії на початку 21 століття включали методи боротьби з тероризмом при збереженні прав людини, безпека батьківщини, розширення доступу до охорони здоров'я, трудових прав, екології та збереження ліберальних урядових програм. Після дванадцяти років правління республіканських конгресів демократи повернули більшість контролю над Палатою та Сенатом на виборах 2006 року. Барак Обама переміг у номінації Демократичної партії і був обраний першим президентом-афроамериканцем у 2008 році. Демократи отримали контроль над обома палатами Конгресу після економічної рецесії 2007 року. Демократична партія при президентстві Обами просунула реформи, включаючи пакет економічного стимулювання, закон про фінансову реформу Додд-Френка та Закон про доступну допомогу. На виборах 2010 року Демократична партія втратила контроль над Палатою та втратила більшість у законодавчих органах та урядах штатів. На виборах 2012 року президент Обама був переобраний, але партія зберегла свою меншість у Палаті представників, і в 2014 році партія втратила контроль над Сенатом вперше з 2006 року. Після виборів Дональда Трампа у 2016 році Демократична Партія перейшла на роль опозиційної партії і в даний час не обіймає ні посаду президента, ні сенату, але здобула більшість у Палаті після проміжних виборів 2018 року.

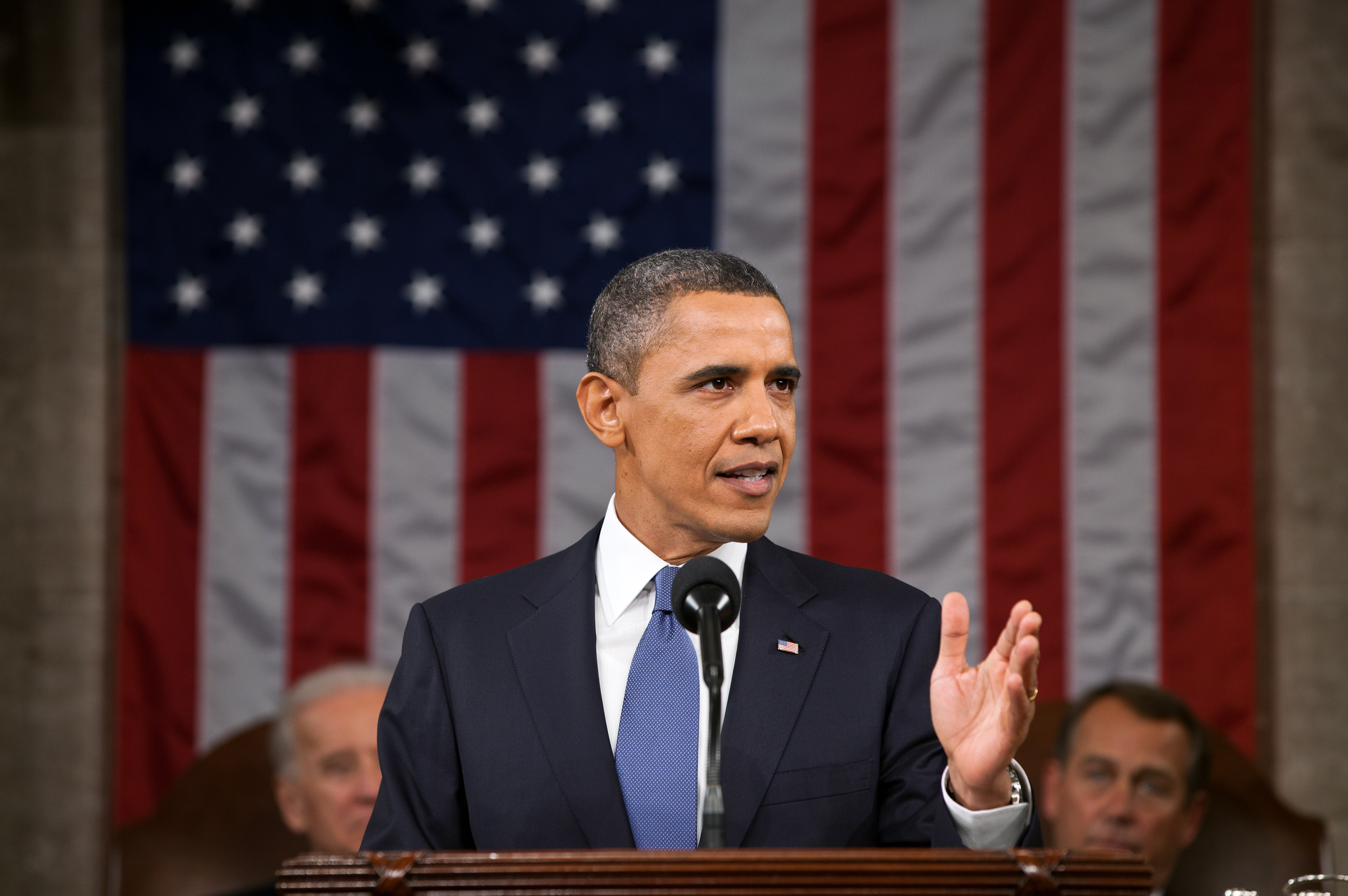
Барак Обама, 44 президент Сполучених Штатів (2009—2017), на виступі у Конгресі в 2011 році.

Згідно з опитуванням Pew Research, Демократична партія стала більш соціально ліберальною і світською порівняно з тим, як це було в 1987 році. На основі опитування, проведеного у 2014 році, GallUp встановив, що 30 % американців визнали себе демократами, 23 % — республіканцями та 45 % — незалежними. У цьому ж опитуванні, опитування зареєстрованих виборців стверджувало, що 47 % визнали демократів або схилялися до партії. Це ж опитування встановило, що 40 % зареєстрованих виборців ідентифікуються як республіканці або схиляються до республіканської партії.

2018 року кандидат демократичного конгресу Том Маліновський, який був обраний згодом, описав партію:
Зараз ми сторона фіскальної відповідальності в Америці. Ми не просто додали 2 трлн доларів до державного боргу за те зниження податку, якого не хотів Ворен Бафіт… Ми — сторона правоохоронних органів в Америці; ми щодня не порушуємо Федеральне бюро розслідувань. Ми — сторона сімейних цінностей. Ми не забираємо дітей у батьків на кордоні. Ми — партія патріотизму в Америці, яка хоче захистити цю країну від наших іноземних супротивників.

— Том Маліновський у липні 2018.

### Періоди демократичної більшості
У Сенаті: 1912—1918, 1932—1946, 1948—1952, 1954—1980, 1986—1994, 2006—2014, 2016—2018, 2020—
У Палаті представників: 1910—1916, 1930—1946, 1948—1952, 1954—1994, 2006—2010, 2018—2022
Одночасно в обох палатах Конгресу і на посаді президента: 1912—1916, 1932—1946, 1948—1952, 1960—1968, 1976—1980, 1992—1994, 2008—2010.

## Назва та символи

Логотип партії, «віслюк» залишається відомим символом Демократичної партії, хоча не є офіційним логотипом партії.

Демократично-республіканська партія розкололася в 1824 р. В недовговічну Національну республіканську партію та рух Джексона, який у 1828 р. Став Демократичною партією. В епоху Джексона термін «Демократія» вживався партією, але назва «Демократична партія» врешті була врегульована і стала офіційною назвою в 1844 році. Членів партії називають «демократами» або «демами».
Термін «Демократична партія» також був у місцевому вжитку, але з 1952 року противники використовують його як зневажливий термін.
Найпоширенішим символом талісмана для партії став віслюк. Вороги Ендрю Джексона перекрутили його ім'я у «віслюк» як термін глузування щодо дурної і впертої тварини. Однак демократам сподобалися наслідки для просто-людини, і вони також підхопили її, тому образ зберігався і розвивався. Найбільш довговічне враження склалося з мультфільмів про Томаса Наста 1870 року в «Гарпер-тижневику». Карикатуристи стежили за Настом і використовували віслюка для представлення демократів, а слона — для республіканців.
На початку 20 століття традиційним символом Демократичної партії в Індіані, Кентуккі, Оклахомі та Огайо був півень, на відміну від республіканського орла. Цей символ все ще з'являється в бюлетенях Оклахома, Кентуккі, Індіана та Західна Вірджинія. Півень був прийнятий як офіційний символ національно-демократичної партії. У Нью-Йорку символом демократичного виборчого бюлетеня є п'ятикутна зірка.

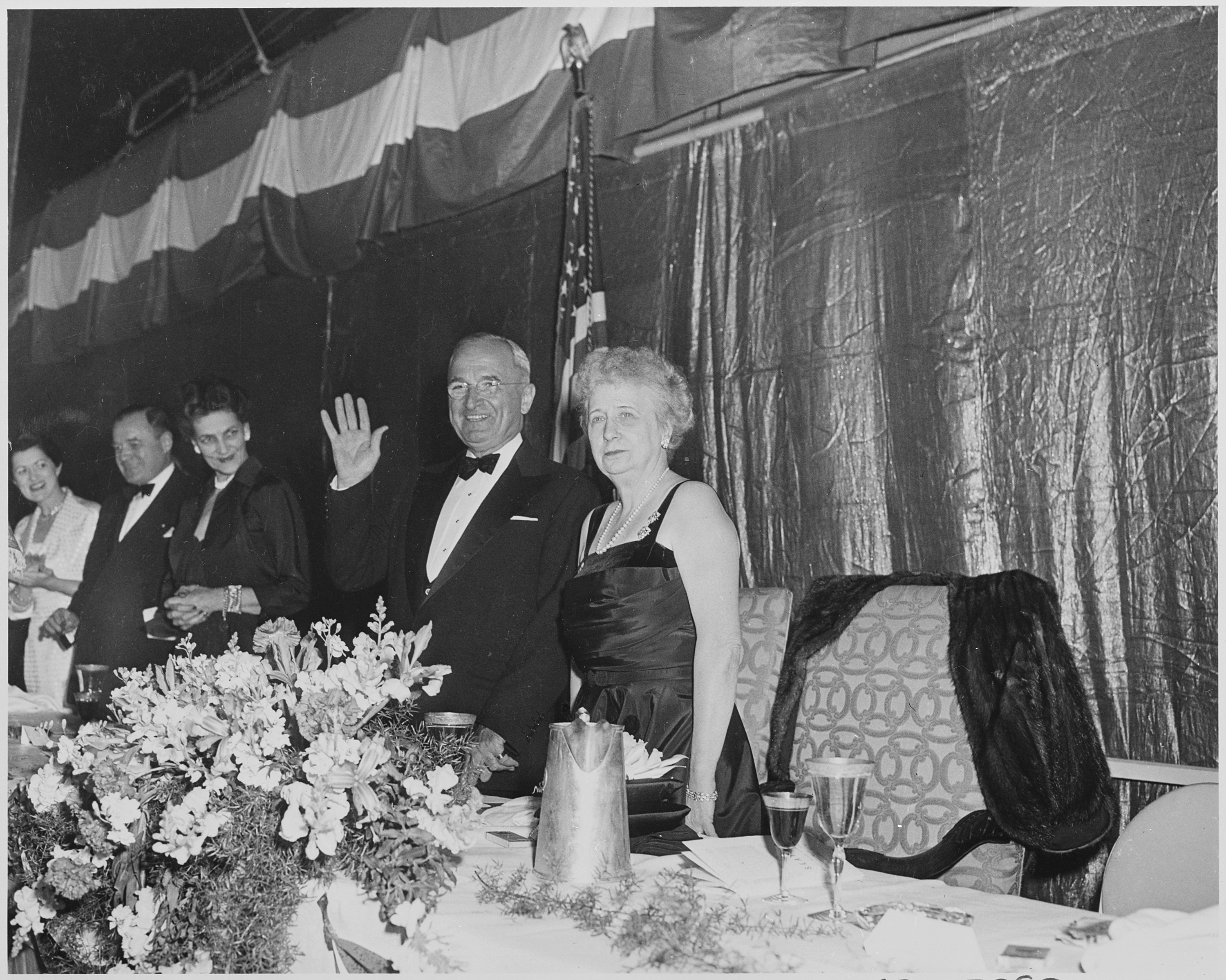
Президент Гаррі С. Трумен та його дружина Бесс Трумен на вечері Джефферсона-Джексона, 1952 рік

Хоча обидві основні політичні партії (і багато другорядних) використовують у своєму маркетингу та представництві традиційні американські кольори червоного, білого та синього, з моменту вибори 2000 року синій став визначальним кольором для Демократичної партії, а червоний став ідентифікуючим кольором для Республіканської партії. Тієї ночі вперше всі великі телевізійні мережі використовували однакову кольорову схему для виборчої карти: сині штати для Аль Гора (кандидата від демократів) та червоні штати Джорджа Буша (кандидата від республіканців). З тих пір кольоровий синій широко використовується засобами масової інформації для представлення партії. Це суперечить звичайній практиці за межами США, де синій — традиційний колір правого, а червоний — колір лівого. Наприклад, у Канаді червоний колір представляє лібералів, а синій — консерваторів. У Великій Британії червоний колір позначає Лейбористську партію, а синій символізує Консервативну партію. Блакитний також використовувався як прихильниками партії для рекламних зусиль — ActBlue, BuyBlue та BlueFund як приклади — і самою партією в 2006 році як для своєї програми «Червона до синя», створеної для підтримки демократичних кандидатів, що балотуються проти республіканських державних структур у середньостроковій перспективі. вибори того року та на його офіційному вебсайті.
У вересні 2010 року Демократична партія оприлюднила свій новий логотип, який містив синю «D» всередині синього кола. Це був перший офіційний логотип партії; логотип віслюка був лише напівофіційним.
День Джефферсона-Джексона — щорічна акція збору коштів (вечеря), що проводиться організаціями Демократичної партії по всій території США. Він названий на честь президентів Томаса Джефферсона та Ендрю Джексона, яких партія вважає своїми видатними ранніми лідерами.
Пісня «Щасливі дні знову тут» — неофіційна пісня Демократичної партії. Вона використовувалась, коли Франклін Д. Рузвельт був висунутий президентом на Демократичній національній конвенції 1932 року і до сьогодні залишається сентиментальним фаворитом для демократів. Наприклад, Пол Шаффер зіграв цю тему на пізньому шоу з Девідом Леттерманом після того, як демократи виграли Конгрес у 2006 році. «Не зупиняйтесь» Флітвуда Мака була прийнята президентською кампанією Білла Клінтона в 1992 році і вважається популярною демократичною піснею. Емоційно схожа пісня гурту U2 «Прекрасний день» також стала улюбленою пісенною темою для кандидатів у демократи. Джон Керрі використав цю пісню під час президентської кампанії 2004 року, а кілька кандидатів у Конгреси демократично використали її як урочисту мелодію у 2006 році.
Кампанія кандидата в президенти від Демократичної партії 2016 року Берні Сандерса використала сподівану пісню Саймона і Гарфункеля «Америка» для однієї з рекламних кампаній своєї кампанії з повним дозволом все ще активного дуету популярних американських музикантів. Як традиційний гімн для конвенції про висунення президентом, «Афарон Копланд» Фанфар для простої людини традиційно виконується на початку Демократичної національної конвенції.
Головними течіями в середині партії є:
- Прогресивні демократи Америки — притримуються ліберальних поглядів
- Лібертаріанські демократи — притримуються лібертаріанських поглядів
- Консервативні демократи (Демократи синьої собаки) — притримуються помірно-консервативних поглядів
- Нові демократи (Помірковані демократи) — найвпливовіша течія в партії, займають позицію між ліберальним флангом і консервативним крилом

## Сучасна структура та склад

### Національний комітет
Демократичний національний комітет (ДНК) відповідає за просування діяльності демократичної кампанії. Хоча ДНК несе відповідальність за нагляд за процесом написання Демократичної платформи, ДНК більше орієнтована на кампанію та організаційну стратегію, ніж державну політику. На виборах президента він контролює Демократичну національну конвенцію. Національна конвенція підпорядковується статуту партії та остаточному авторитету в Демократичній партії, коли вона знаходиться на засіданні, причому ДНК керує організацією партії в інший час. Головою ДНК є колишній голова Демократичної партії Південної Кароліни Джеймі Гаррісон.

### Партії в Штатах
Кожний штат також має державний комітет, який складається з членів виборних комітетів, а також членів комітетів за посадою (як правило, обираються чиновники та представники основних округів), який, в свою чергу, обирає голову. Комітети округів, селищ, міст та комітетів зазвичай складаються з осіб, обраних на місцевому рівні. Державні та місцеві комітети часто координують агітаційну діяльність у межах своєї юрисдикції, здійснюють нагляд за місцевими конвенціями, а в деяких випадках праймерізами або депутатами, і можуть брати роль у висуванні кандидатів на виборні посади відповідно до законодавства держави. Рідко у них є велике фінансування, але в 2005 році голова ДНК розпочав програму (названу «50 державних стратегій») використання національних коштів ДНК для надання допомоги всім державним партіям та оплати штатних професійних працівників.

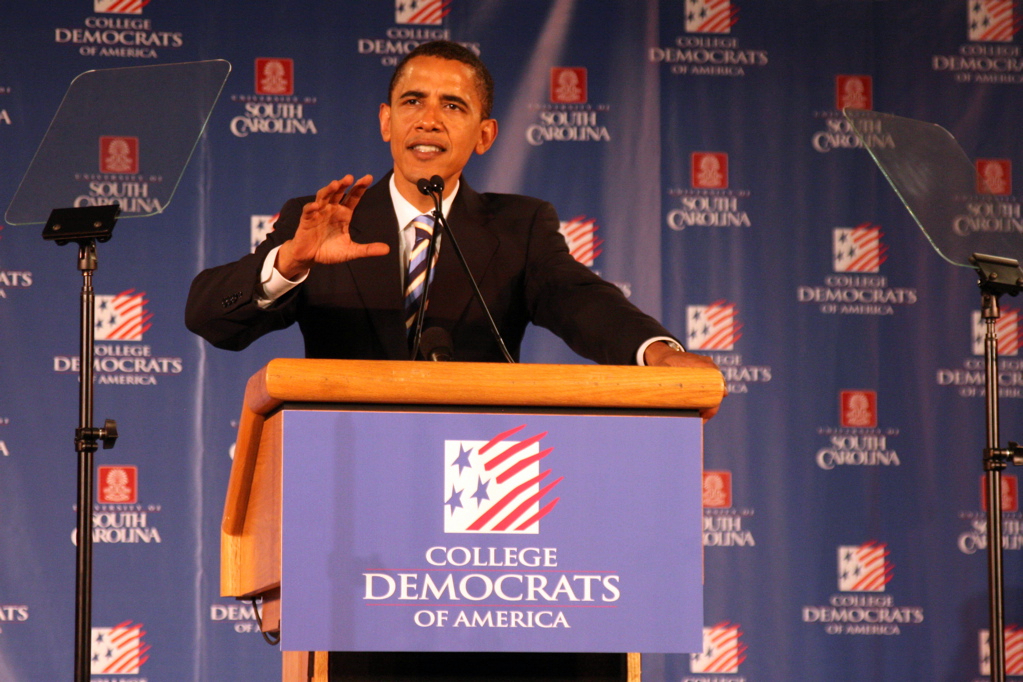
Барак Обама виступає перед Коледжами Демократів США 2007 року

### Основні партійні групи
Комітет демократичної конгресивної кампанії (КДКК) допомагає партійним кандидатам у перегонах в палаті, а його чинним головою (обраним партійним кокусом) є представник Сьюзан Делбін, штат Вашингтон. Так само Демократичний сенаторський комітет (ДСК), очолюваний сенатором Гері Пітерс з Мічигану, збирає кошти на перегони в сенаті. Комітет з демократичної законодавчої кампанії (КДЗК), який очолює законодавець штату Нью-Йорк Андреа Стюарт-Казінс, є меншою організацією зі значно меншим фінансуванням, яка зосереджується на державних засіданнях законодавства. DNC спонсорує Коледж-демократів Америки (КДА), організацію пропаганди студентів, метою якої є підготовка та залучення нового покоління демократичних активістів. Демократи за кордоном — це організація для американців, які живуть за межами США, і вони працюють над досягненням цілей партії та заохочують американців, які живуть за кордоном, підтримувати демократів. Молоді демократи Америки (МДА) — це організація, яку очолює молодь, яка намагається залучити та мобілізувати молодих людей за кандидатів у демократи, але діє за межами ДНК. Асоціація демократичних губернаторів (АГД) під головуванням губернатора Тіма Волза з Міннесоти — це організація, яка підтримує кандидатури кандидатур та членів губернаторської партії. Аналогічно, мери найбільших міст та міських центрів скликаються як Національна конференція мерів-демократів.

## Ідеологія
Після заснування Демократична партія підтримала аграризм і рух за демократію Джексона президента Ендрю Джексона, представляючи фермерів та сільські інтереси та традиційних демократів Джефферсонівців. З 1890-х років, особливо в північних штатах, партія почала надавати перевагу більш ліберальним позиціям (термін «ліберал» у цьому сенсі описує сучасний лібералізм, а не класичний лібералізм чи економічний лібералізм). На останніх виборчих опитуваннях Демократична партія мала широку привабливість у всій соціально-етно-економічній демографії.
Історично партія представляла фермерів, робітників, профспілки, релігійні та етнічні меншини, оскільки вона виступала проти нерегульованого бізнесу та фінансів і виступала за прогресивні податки на прибуток. У зовнішній політиці інтернаціоналізм (включаючи інтервенціонізм) був домінуючою темою з 1913 по середину 1960-х років. У 1930-х роках партія почала виступати за програми витрат на добробут, орієнтовані на бідних. Партія мала фіскально консервативне, про-бізнес крило, типізоване Гровером Клівлендом та Аль Смітом; і південне консервативне крило, яке скоротилося після того, як президент Ліндон Б. Джонсон підтримав Закон про громадянські права 1964 року. Основним впливом на лібералізм стали профспілки (що досягли свого піку в епоху 1936—1952 рр.) та афроамериканське крило, яке стабільно зростає з 1960-х років. Починаючи з 1970-х, екологізм був важливою новою складовою.
Демократична партія, колись домінуюча на південному сході США, зараз найсильніша на Північному Сході (Середня Атлантика та Нова Англія), регіоні Великих озер та Західному узбережжі (включаючи Гаваї). Демократи також дуже сильні у великих містах (незалежно від регіону).
Соціологи Теодор Каплов та ін. стверджують, що «Демократична партія, в національному масштабі, рухалася від лівого центру до центру в 40-х і 1950-х роках, потім рухалася далі до правого центру в 1970-х і 1980-х роках». За словами історика Вальтера Шейделя, обидві основні політичні партії в 70-х роках просувалися до просування капіталізму вільного ринку, при цьому республіканці рухалися далі до політичного права, ніж демократи до лівих політичних. Він стверджує, що демократи відігравали важливу роль у фінансовій дерегуляції 1990-х років і підштовхували питання соціального забезпечення на периферію, все більше приділяючи увагу питанням, що стосуються політики ідентичності.

### Центристи
Демократи-центристи, або нові демократи, — це ідеологічно центристська фракція в складі Демократичної партії, що виникла після перемоги республіканця Джорджа Буша на президентських виборах 1988 року. Вони є економічно ліберальною і «Третьою дорогою» — фракцією, яка домінувала в партії близько 20 років, починаючи з кінця 1980-х років після того, як населення США значно більше перейшло до політичного права. Вони представлені такими організаціями, як «Нова демократична мережа» та «Нова демократична коаліція».
Коаліція «Нові демократи» — це коаліція конгресу, що сприяє розвитку, прогресуючих та фіскальних консерваторів. Порівняно з іншими демократичними фракціями, вони переважно підтримують використання військової сили, включаючи війну в Іраку, більше підтримують вільну торгівлю і готові знизити державний добробут, на що свідчить їх підтримка реформи добробуту та зниження податків.
Однією з найвпливовіших центристських груп була Демократична рада лідерства (ДРЛ), некомерційна організація, яка виступала за центристські позиції в партії. ДРЛ оцінила президента Білла Клінтона як доказ життєздатності політиків «Третього шляху» та історію успіху ДРЛ. ДРЛ розформувалася в 2011 році, і значна частина колишнього ДРЛ зараз представлена в аналітичному центрі Третій шлях.
Хоча не представляючи більшість електорату Демократичної партії, пристойна кількість обраних демократичних партій самодекларувалася як центристи. Деякі з цих демократів — колишній президент Білл Клінтон, колишній віцепрезидент Аль Гор, сенатор Марк Уорнер, колишній губернатор штату Пенсільванія Ед Ренделл, колишній сенатор Джим Вебб, колишній віцепрезидент Джо Байден і колишній конгресмен Дейв Маккерді.
Мережа «Нових демократів» підтримує соціально поміркованих, фіскально консервативних демократичних політиків та керує новою демократичною коаліцією в Палаті та Сенаті. Конгресмен Рон Кінд є головою коаліції, колишнім сенатором і був кандидатом у президенти від Демократичної партії 2016 року. Хілларі Клінтон була членом Конгресу. Перед тим, як стати президентом, сенатор Барак Обама назвав себе новим демократом.

### Консерватори
Консервативний демократ є членом Демократичної партії із консервативними політичними поглядами або з поглядами відносно консервативними щодо поглядів національної партії. Хоча таких членів Демократичної партії можна зустріти по всій країні, фактично обрані чиновники непропорційно знаходяться в південних штатах і в меншій мірі в сільських регіонах США, як правило, на Заході. Історично склалося, що південні демократи були, як правило, набагато більш ідеологічно консервативними, ніж консервативні демократи.
Багато консервативних південних демократів перейшли на республіканську партію, починаючи з прийняття Закону про громадянські права 1964 року та загальної лівої зміни партії. Стром Турмонд з Південної Кароліни, Біллі Таузін з Луїзіани, Кент Генс та Ральф Холл з Техасу та Річард Шелбі з Алабами — приклади цього. Приплив консервативних демократів до Республіканської партії часто називають причиною переходу Республіканської партії далі вправо наприкінці 20 століття, а також переміщення її бази з Північного Сходу та Середнього Заходу на Південь.
У 1980-ті роки Демократична партія мала консервативний елемент, переважно з південного та прикордонного регіонів. Їх кількість різко скоротилася, коли Республіканська партія наростила свою Південну базу. Їх іноді жартівливо називали «жовтими собаками-демократами», або «бубликами довгоносиків» та «діксікратами». У палаті вони формують коаліцію «Блакитний собака», депутат фіскальних консерваторів та соціальних консерваторів і помірників, насамперед південників, готових домогтися компромісів з республіканським керівництвом. У минулому вони виступали єдиним блоком для голосування, даючи членам його членів певну можливість змінювати законодавство, залежно від їх кількості в Конгресі.
У 1970-х і 1980-х роках серед багатьох консервативних південних демократів було проведено розбиття голосів. Деякі підтримували місцевих та державних консервативних демократів, одночасно голосуючи за кандидатів від республіканців.

### Ліберали
Соціальні ліберали (сучасні ліберали) та прогресисти складають більшість демократичної бази виборців. Ліберали, таким чином, утворюють найбільшу об'єднану демографічну структуру в рамках Демократичної бази. За результатами екзит-полу 2012 року ліберали становили 25 % електорату, а 86 % американських лібералів виступали за кандидата від Демократичної партії. До 1950-х років професіонали, котрі здобували освіту в коледжах, здебільшого були республіканцями, але зараз вони є важливою складовою Демократичної партії.
Значна більшість лібералів підтримує загальну охорону здоров'я, багато хто підтримує систему єдиного платника. Більшість також підтримує дипломатію щодо військових дій, досліджень стовбурових клітин, легалізації одностатевих шлюбів, більш жорсткого контролю над зброєю та охорони навколишнього середовища, а також збереження прав на аборти. Імміграція та культурне різноманіття вважаються позитивними, оскільки ліберали виступають за культурний плюралізм, систему, в якій іммігранти зберігають свою рідну культуру на додаток до прийняття нової культури. Вони, як правило, поділяються на угоди про вільну торгівлю, такі як Північноамериканська угода про вільну торгівлю (англ. North American Free Trade Agreement (NAFTA)) та організації, де деякі вважають їх більш сприятливими для корпорацій, ніж працівників. Більшість лібералів виступає проти збільшення військових витрат та змішування церкви та держави.
Ця ідеологічна група відрізняється від традиційної організованої трудової бази. За даними дослідницького центру, кількість 41 % проживала у масово заможних домогосподарствах, а 49 % — випускники коледжів, найвищий показник будь-якої друкарської групи. Це також була найбільш швидко зростаюча типологічна група наприкінці 90-х — початку 2000-х. Ліберали включають більшу частину наукових шкіл та великі частини професійного класу.

### Прогресисти
Прогресисти — це найбільш ліва, профспілкова фракція в партії, яка давно підтримує рішуче регулювання бізнесу, соціальних програм та прав працівників. Багато прогресивних демократів є нащадками кандидата в президенти Нового Лівого Демократичного сенатора Джорджа МакГоверна у Південній Дакоті, тоді як інші були причетні до кандидатури президента сенатора Вермонта Берні Сандерса 2016 року.
2014 року прогресивний сенатор Елізабет Воррен виклала «Одинадцять заповідей прогресивізму», що передбачає жорсткіше регулювання корпорацій, доступну освіту, наукові інвестиції та екологізм, чистий нейтралітет, підвищення заробітної плати, рівну оплату праці, права колективних переговорів, захист соціальних програм безпеки, рівність шлюбів, реформа імміграції та нестримний доступ до репродуктивної медичної допомоги. Крім того, прогресисти рішуче виступають проти політичної корупції і тому прагнуть просунути виборчу реформу, включаючи реформу фінансування виборчих кампаній та виборчі права. Сьогодні багато прогресистів стали боротьбою проти економічної нерівності своїм головним пріоритетом. В основному прогресисти вважаються синонімами лібералів, хоча обидві групи розрізняються з різних питань, таких як посилена підтримка прогресистами універсальної охорони здоров'я, рішення економічної нерівності та посилення екологічних норм. Прогресисти, як правило, розглядаються як ближчі до ідеології європейських соціал-демократичних партій, ніж мейнстрім чи ліберали істеблішменту.

## Політичні позиції

### Економічна політика
- Розширення програми соціального забезпечення та мереж безпеки.
- Підвищення ставки податку на прибуток та ставки податку на дивіденди вище 28 %.
- Незважаючи на зменшення податків для низького та середнього класу та малого бізнесу.
- Змінити правила оподаткування, щоб не заохочувати роботу з-за кордону.
- Підвищення федеральної та штатної мінімальної заробітної плати.
- Модернізувати та розширити доступ до публічної освіти та забезпечити загальну дошкільну освіту.
- Підтримка загальної медичної допомоги.
- Більше інвестицій у розвиток інфраструктури.
- Збільшення інвестицій в науково-технічні дослідження та розробки.
- Розширення використання відновлюваної енергії та зменшення використання викопного палива.
- Внесення податку на викиди вуглецю.
- Підтримувати захист праці та право на об'єднання.
- Реформування системи студентської позики та надання можливості рефінансування студентських позик.
- Розгорнутий безкоштовний коледж.
- Рівна оплата за рівну роботу незалежно від статі, раси чи етнічної приналежності.

### Соціальна політика
- Декриміналізація або легалізація марихуани.
- Підтримування нейтральності мережі.
- Запровадження реформування фінансування передвиборчої кампанії та виборчої реформи.
- Захист прав виборців та легкий доступ до голосування.
- Підтримка одностатевих шлюбів та цивільних союзів. Заборони на конверсійну терапію.
- Дозволити законний доступ до абортів та охорони репродуктивного здоров'я жінок.
- Реформування імміграційної системи та забезпечте шляху до громадянства.
- Підтримка перевірок та більш жорстких правил на володіння зброєю.
- Удосконалити закони про конфіденційність та зменшити державний нагляд.
- Протистояння застосуванню катувань.
- Визнати та захищати свободу Інтернету у всьому світі.

### Економічні питання
Рівні економічні можливості, основна мережа соціального захисту, яку забезпечують держава добробуту та сильні профспілки, історично були основою демократичної економічної політики. Держава добробуту підтримує прогресивну систему оподаткування, вищу мінімальну заробітну плату, соціальне забезпечення, загальну медичну допомогу, державну освіту та державне житло. Вони також підтримують розвиток інфраструктури та фінансуванні державою програми зайнятості, прагнучи досягти економічного розвитку та створення робочих місць, одночасно стимулюючи створення робочих місць у приватному секторі. Крім того, з 90-х років партія часом підтримувала центристські економічні реформи, які зменшили розмір уряду та зменшили ринкові норми. Партія постійно відкидала економіку лайсеза-справедливості, а також ринковий соціалізм, натомість виступаючи за кейнсіанську економіку в рамках капіталістичної ринкової системи.

#### Податково-бюджетна політика
Демократи підтримують більш прогресивну структуру податків для надання більшої кількості послуг та зменшення економічної нерівності, гарантуючи, що найбагатші американці сплачують найвищу суму податків. Демократи підтримують більше державних витрат на соціальні послуги, а менше витрачають на військові. Вони виступають проти скорочення соціальних служб, таких як соціальне забезпечення, Medicare, Medicaid та інші програми соціального забезпечення, вважаючи це шкідливим для ефективності та соціальної справедливості. Демократи вважають, що вигоди від соціальних послуг у грошовому та негрошовому відношенні є більш продуктивною робочою силою та культурним населенням та вважають, що вигоди від цього більші, ніж будь-які вигоди, які можуть бути отримані від нижчих податків, особливо на найвищих заробітчан, або скорочень до соціальних служб. Крім того, демократи вважають соціальні послуги важливими для забезпечення позитивної свободи, тобто свободи, отриманої з економічної можливості. Палата представників під керівництвом демократів відновила правило бюджету PAYGO на початку 110-го конгресу.

#### Мінімальна заробітна плата

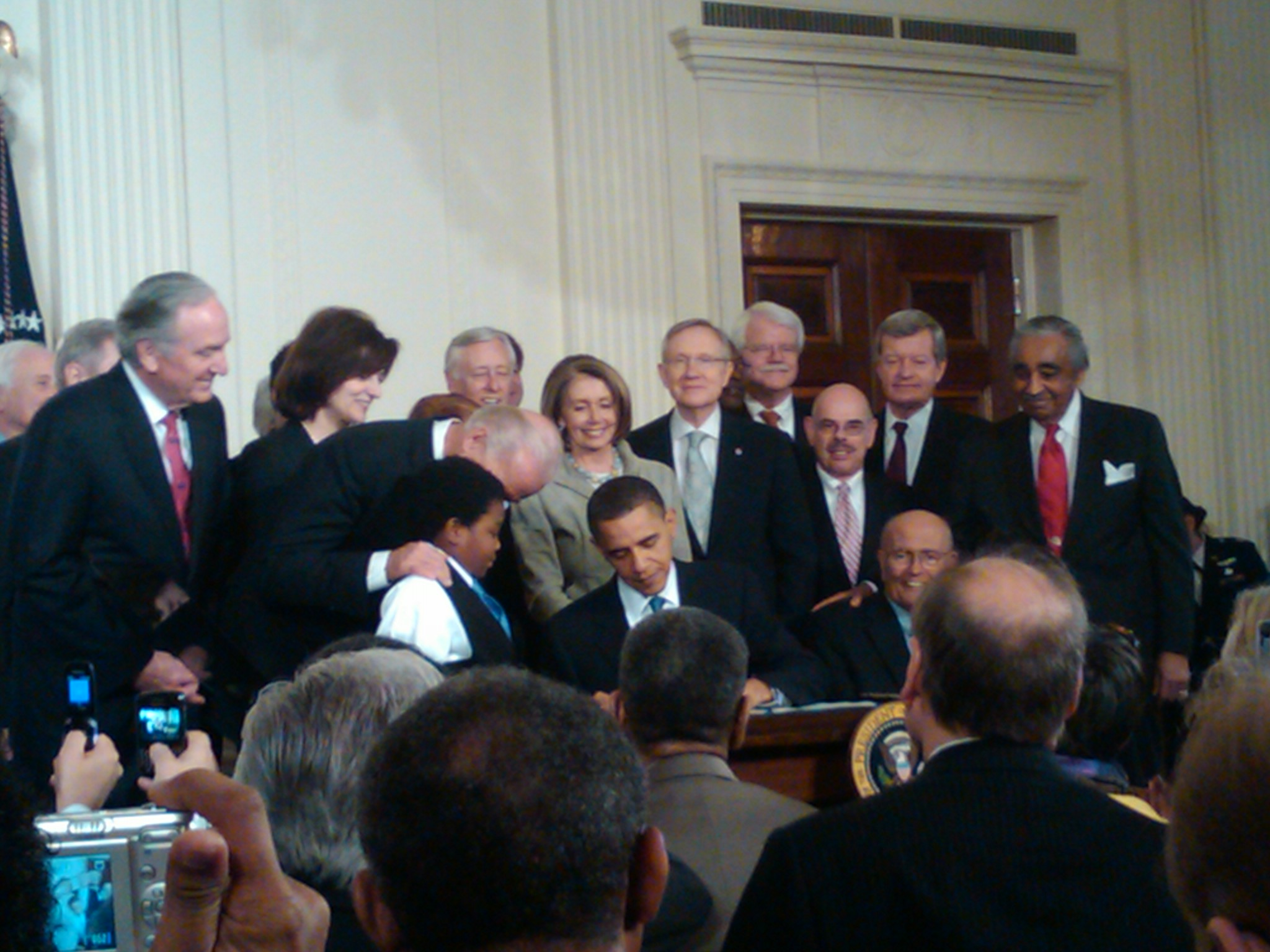
Президент Обама підписує закон про захист пацієнтів та доступну допомогу в Білому домі 23 березня 2010 року

Демократична партія виступає за підвищення мінімальної зарплати. Вони вимагають встановити мінімальну заробітну плату в розмірі 10,10 доларів на годину і вважають, що мінімальну зарплату слід регулярно коригувати.  Закон про справедливу мінімальну заробітну плату 2007 року був ранньою складовою порядку денного демократів під час 110-го конгресу. 2006 року демократи підтримали шість державних ініціатив щодо підвищення мінімальної заробітної плати, і всі шість ініціатив було прийнято. У травні 2017 року сенатські демократи ввели Закон про підвищення заробітної плати, який дозволить до 2024 року підвищити мінімальну заробітну плату до 15 доларів на годину та ознаменує лівий поворот у демократичній економічній політиці.

#### Охорона здоров'я
Демократи закликають до «доступної та якісної медичної допомоги», і багато хто виступає за розширення державного втручання у цю сферу. Багато демократів виступають за національне медичне страхування або універсальну медичну допомогу в різних формах для подолання зростаючих витрат на сучасне медичне страхування. Деякі демократи, такі як колишні представники Джон Коньерс і Джон Дінгелл, закликали до єдиного платнику програми по Medicare для всіх. У Прогресивні демократи Америки, групою, яка працює всередині Демократичної партії, зробив єдиного платника загального медичного обслуговування однієї зі своїх головних цілей політики. Закон про захист пацієнтів та доступну допомогу, підписаний президентом Обамою 23 березня 2010 року, став одним із найважливіших зусиль, щоб загальна медична допомога стала реальністю. До квітня 2014 року понад 10 мільйонів американців взяли участь у охороні здоров'я з моменту вступу в дію Закону про доступну допомогу.

#### Освіта
Демократи виступають за вдосконалення державної освіти, підвищуючи стандарти школи та реформуючи програму головного старту. Вони також підтримують універсальне дошкільне навчання та розширюють доступ до початкової освіти, в тому числі через статутні школи. Вони закликають зменшити заборгованість студентської позики та підтримують реформи, щоб зменшити плату за навчання.  Інші запропоновані реформи включали загальнодержавну універсальну дошкільну освіту, коледж без навчання та реформу стандартизованого тестування. Демократи мають довгострокову мету мати низькооплачувану державну освіту в коледжі з низькою платою за навчання (наприклад, у більшості країн Європи та Канади), яка має бути доступною для кожного американського студента, який має право на участь. Крім того, вони заохочують розширювати доступ до середньої освіти шляхом збільшення державного фінансування студентської фінансової допомоги, таких як Pell Grants та відрахування податків на навчання в коледжі.

### Юридичні питання

#### Смертна кара
Демократична партія підтримує смертну кару набагато менше, ніж Республіканська партія. Хоча більшість демократів в Конгресі ніколи не серйозно рухалися до скасування рідко застосовуваної федеральної смертної кари, і Рус Фейнгольд, і Денніс Кучиніч внесли такі законопроєкти з невеликим успіхом. Демократи доклали зусиль для скасування державних законів про смертну кару, особливо в Нью-Джерсі та Нью-Мексико. Вони також прагнули не допустити відновлення смертної кари в тих штатах, які це забороняють, включаючи Массачусетс та Нью-Йорк. Під час адміністрації Клінтона, Демократи керували розширенням федеральної смертної кари. Ці зусилля призвели до прийняття закону про боротьбу з тероризмом та ефективної смертної кари 1996 року, підписаного президентом Клінтоном, який сильно обмежив апеляцію у справах про смертну кару.
У 1992, 1993 та 1995 роках конгресмен Демократ з Техасу Генрі Гонсалес безуспішно вніс поправку про скасування смертної кари, яка забороняла застосовувати смертну кару в США. Демократичний конгресмен Міссурі Вільям Лейсі Клей, старший, підтримав поправку в 1993 році.
Під час своєї кар'єри в сенаті Іллінойсу колишній президент Барак Обама успішно запровадив законодавство, спрямоване на зменшення ймовірності несправедливих судимостей у великих справах, вимагаючи відеозйомки зізнань. Під час агітації на посаду президента Обама заявив, що підтримує обмежене застосування смертної кари, в тому числі для людей, засуджених за зґвалтування неповнолітньої особи віком до 12 років, виступивши проти постанови Верховного суду у справі Кеннеді проти Луїзіани, що смертна кара була неконституційною у справах про зґвалтування дітей. Обама заявив, що вважає, що «смертна кара мало робить для стримування злочину», і вона застосовується занадто часто і занадто непослідовно.
У червні 2016 року проєктний комітет Демократичної платформи одноголосно прийняв поправку про скасування смертної кари, відзначаючи перший раз, коли партія зробила це в своїй історії.

#### Катування
Багато демократів виступають проти застосування катувань проти осіб, затриманих і утримуваних в ув'язненні військовими Сполучених Штатів, і вважають, що категоризація таких ув'язнених як протизаконних учасників бойових дій не звільняє Сполучені Штати від своїх зобов'язань за Женевськими конвенціями. Демократи стверджують, що катування негуманне, знижує моральний стан Сполучених Штатів у світі та дає сумнівні результати. Демократи багато в чому виступили проти водного плавання.
Катування стало дуже розбіжним питанням у партії після обрання президента Барака Обами. Багато центристських демократів та членів керівництва партії підтримували застосування тортур, тоді як ліберальні крила продовжували наполегливо протистояти цьому.

#### Право на приватне життя
Демократична партія вважає, що люди повинні мати право на приватне життя. Наприклад, багато демократів виступили проти безгрозового нагляду за американськими громадянами.
Деякі власники демократичних офісів підтримують закони про захист прав споживачів, які обмежують обмін споживчими даними між корпораціями. Більшість демократів виступають проти содомічних законів і вважають, що уряд не повинен регулювати консенсуальну некомерційну сексуальну поведінку серед дорослих як питання особистого приватного життя.

## База виборців

### Професіонали

Самоідентифіковані демократи (сині) проти самоідентифікованих республіканців (червоні) (дані січня-червня 2010 року)

Професіонали, ті, хто мають вишу освіту, і ті, чия робота обертається навколо концепції ідей, з 2000 року незначною більшістю підтримали Демократичну партію. У період між 1988 і 2000 роками професіонали віддали перевагу демократам з 12-відсотковим відривом. Хоча колись професійний клас був оплотом Республіканської партії, він все більше розбивався між двома партіями, схиляючись на користь Демократичної партії. Зростаюча підтримка кандидатів-демократів серед професіоналів може бути простежена через поширеність соціально-ліберальних цінностей серед цієї групи:
Професіонали, які є, грубо кажучи, виробниками послуг та ідей, освіченими коледжами, раніше були найпотужнішими республіканцями з усіх професійних груп, які в основному працюють для великих корпорацій та бюрократій, а не над власними силами, і сильно впливають на екологічні, цивільні — права та феміністичні рухи — почали голосувати демократично. На чотирьох виборах з 1988 по 2000 роки вони підтримували демократів в середньому на 52 %.

—Джон Б. Джудіс і Руй Тейшейра, американська перспектива, 19 червня 2007 року.
Наприклад, дослідження щодо політичної позиції студентів-медиків виявило, що "американські студенти-медики мають значно більшу ймовірність бути ліберальними, ніж консервативними, і швидше ліберальними, ніж інші молоді дорослі США. Майбутні американські лікарі можуть бути більш сприйнятливими до ліберальні послання, ніж поточні, і їх політична орієнтація може глибоко вплинути на ставлення до системи охорони здоров'я ". Аналогічні результати виявляються і для професорів, які сильніше схильні до лібералізму та Демократичної партії, ніж інші професійні групи. Демократична партія також має сильну підтримку серед науковців: 55 % визнають демократами, 32 % незалежними та 6 % республіканцями, 52 % — ліберальними, 35 % — помірними та 9 % — консервативними.

## Внутрішньопартійні течії
Головними течіями в середині Демократичної партії є
- Прогресивні демократи Америки — притримуються ліберальних поглядів
- Лібертаріанські демократи — притримуються лібертаріанських поглядів
- Консервативні демократи (Демократи синьої собаки) — притримуються помірно-консервативних поглядів
- Нові демократи (Помірковані демократи) — найвпливовіша течія в партії, займають позицію між ліберальним флангом і консервативним крилом

## Президенти США від Демократичної партії
Станом на 2021 рік, усього було 16 президентів від Демократичної партії
| №  | Ім'я                 | Портрет | Штат         | Віцепрезидент                                                                   | Дата початку президентства | Дата закінчення президентства | Час на посаді     |
| -- | -------------------- | ------- | ------------ | ------------------------------------------------------------------------------- | -------------------------- | ----------------------------- | ----------------- |
| 7  | Ендрю Джексон        |         | Теннессі     | Джон Колдвелл Келхун (1825—1832) -Посада вакантна- Мартін ван Бюрен (1833—1836) | 4 березня 1829 року        | 4 березня 1837 року           | 8 років           |
| 8  | Мартін ван Бюрен     |         | Нью-Йорк     | Річард Ментор Джонсон (1837—1841)                                               | 4 березня 1837 року        | 4 березня 1841 року           | 4 роки            |
| 11 | Джеймс К. Полк       |         | Теннессі     | Джордж Даллас (1845—1849)                                                       | 4 березня 1845 року        | 4 березня 1849 року           | 4 роки            |
| 14 | Франклін Пірс        |         | Нью-Гемпшир  | Вільям Руфус Кінг (1853) -Посада вакантна-                                      | 4 березня 1853 року        | 4 березня 1857 року           | 4 роки            |
| 15 | Джеймс Бюкенен       |         | Пенсільванія | Джон Кебелл Брекінрідж (1857—1861)                                              | 4 березня 1857 року        | 4 березня 1861 року           | 4 роки            |
| 17 | Ендрю Джонсон        |         | Теннессі     | -Посада вакантна-                                                               | 15 квітня 1865 року        | 4 березня 1869 року           | 3 роки, 323 дні   |
| 22 | Гровер Клівленд      |         | Нью-Йорк     | Томас Гендрікс (1885) -Посада вакантна-                                         | 4 березня 1885 року        | 4 березня 1889 року           | 4 роки            |
| 24 | Гровер Клівленд      |         | Нью-Йорк     | Едлай Стівенсон (1893—1897)                                                     | 4 березня 1893 року        | 4 березня 1897 року           | 4 роки            |
| 28 | Вудро Вільсон        |         | Нью-Джерсі   | Томас Маршалл (1913—1921)                                                       | 4 березня 1913 року        | 4 березня 1921 року           | 8 років           |
| 32 | Франклін Д. Рузвельт |         | Нью-Йорк     | Джон Гарнер (1933—1941) Генрі Воллес (1941—1945) Гаррі Трумен (1945)            | 4 березня 1933 року        | 12 квітня 1945 року           | 12 років, 39 днів |
| 33 | Гаррі С. Трумен      |         | Міссурі      | -Посада вакантна- Олбен Барклі (1949—1953)                                      | 12 квітня 1945 року        | 20 січня 1953 року            | 7 років, 283 дні  |
| 35 | Джон Ф. Кеннеді      |         | Массачусетс  | Ліндон Джонсон (1961—1963)                                                      | 20 січня 1961 року         | 22 листопада 1963 року        | 2 роки, 306 днів  |
| 36 | Ліндон Б. Джонсон    |         | Техас        | Г'юберт Гамфрі (1965—1969)                                                      | 22 листопада 1963 року     | 20 січня 1969 року            | 5 років, 59 днів  |
| 39 | Джиммі Картер        |         | Джорджія     | Волтер Мондейл (1977—1981)                                                      | 20 січня 1977 року         | 20 січня 1981 року            | 4 роки            |
| 42 | Білл Клінтон         |         | Арканзас     | Альберт Гор (1993—2001)                                                         | 20 січня 1993 року         | 20 січня 2001 року            | 8 років           |
| 44 | Барак Обама          |         | Іллінойс     | Джо Байден (2009—2017)                                                          | 20 січня 2009 року         | 20 січня 2017 року            | 8 років           |
| 46 | Джо Байден           |         | Делавер      | Камала Гарріс (з 2021)                                                          | 20 січня 2021 року         | 20 січня 2025 року            | 4 роки            |

## Судді Верховного Суду, призначені президентами-демократами
У Верховному Суді США, станом на квітень 2023 року, три з дев'яти суддів призначені президентами-демократами:
- Соня Сотомайор — призначена президентом Б. Обамою, 8 серпня 2009 року.
- Елена Кейґан — призначена президентом Б. Обамою, 7 серпня 2010 року.
- Кетанджі Браун Джексон — призначена президентом Д. Байденом, 25 лютого 2022 року.

## Виборча історія

### На виборах до Конгресу з 1950-го
| 1950 рік | 235 / 435 | ▼28 | Гаррі С. Трумен          | Демократична    | 49 / 96  | ▼5  | 1950 рік |
| 1952 рік | 213 / 435 | ▼22 | Дуайт Д. Ейзенхауер      | Республіканська | 47 / 96  | ▼2  | 1952 рік |
| 1954 рік | 232 / 435 | ▲19 | Дуайт Д. Ейзенхауер      | Республіканська | 49 / 96  | ▲2  | 1954 рік |
| 1956 рік | 234 / 435 | ▲2  | Дуайт Д. Ейзенхауер      | Республіканська | 49 / 96  | ▬0  | 1956 рік |
| 1958 рік | 283 / 435 | ▲49 | Дуайт Д. Ейзенхауер      | Республіканська | 64 / 98  | ▲15 | 1958 рік |
| 1960 рік | 262 / 435 | ▼21 | Джон Ф. Кеннеді          | Демократична    | 64 / 100 | ▼1  | 1960 рік |
| 1962 рік | 258 / 435 | ▼4  | Джон Ф. Кеннеді          | Демократична    | 66 / 100 | ▲3  | 1962 рік |
| 1964 рік | 295 / 435 | ▲37 | Ліндон Б. Джонсон        | Демократична    | 68 / 100 | ▲2  | 1964 рік |
| 1966 рік | 248 / 435 | ▼47 | Ліндон Б. Джонсон        | Демократична    | 64 / 100 | ▼3  | 1966 рік |
| 1968 рік | 243 / 435 | ▼5  | Річард Ніксон            | Республіканська | 57 / 100 | ▼5  | 1968 рік |
| 1970 рік | 255 / 435 | ▲12 | Річард Ніксон            | Республіканська | 54 / 100 | ▼3  | 1970 рік |
| 1972 рік | 242 / 435 | ▼13 | Річард Ніксон            | Республіканська | 56 / 100 | ▲2  | 1972 рік |
| 1974 рік | 291 / 435 | ▲49 | Джеральд Форд            | Республіканська | 60 / 100 | ▲4  | 1974 рік |
| 1976 рік | 292 / 435 | ▲1  | Джиммі Картер            | Демократична    | 61 / 100 | ▲1  | 1976 рік |
| 1978 рік | 277 / 435 | ▼15 | Джиммі Картер            | Демократична    | 58 / 100 | ▼3  | 1978 рік |
| 1980 рік | 243 / 435 | ▼34 | Рональд Рейган           | Республіканська | 46 / 100 | ▼12 | 1980 рік |
| 1982 рік | 235 / 435 | ▲26 | Рональд Рейган           | Республіканська | 46 / 100 | ▲1  | 1982 рік |
| 1984 рік | 253 / 435 | ▼16 | Рональд Рейган           | Республіканська | 47 / 100 | ▲2  | 1984 рік |
| 1986 рік | 258 / 435 | ▲5  | Рональд Рейган           | Республіканська | 55 / 100 | ▲8  | 1986 рік |
| 1988 рік | 260 / 435 | ▲2  | Джордж Герберт Вокер Буш | Республіканська | 55 / 100 | ▲1  | 1988 рік |
| 1990 рік | 267 / 435 | ▲7  | Джордж Герберт Вокер Буш | Республіканська | 56 / 100 | ▲1  | 1990 рік |
| 1992 рік | 258 / 435 | ▼9  | Білл Клінтон             | Демократична    | 57 / 100 | ▲1  | 1992 рік |
| 1994 рік | 204 / 435 | ▼54 | Білл Клінтон             | Демократична    | 47 / 100 | ▼10 | 1994 рік |
| 1996 рік | 206 / 435 | ▲2  | Білл Клінтон             | Демократична    | 45 / 100 | ▼2  | 1996 рік |
| 1998 рік | 211 / 435 | ▲5  | Білл Клінтон             | Демократична    | 45 / 100 | ▬0  | 1998 рік |
| 2000 рік | 212 / 435 | ▲1  | Джордж Вокер Буш         | Республіканська | 50 / 100 | ▲5  | 2000 рік |
| 2002 рік | 204 / 435 | ▼7  | Джордж Вокер Буш         | Республіканська | 49 / 100 | ▼2  | 2002 рік |
| 2004 рік | 202 / 435 | ▼2  | Джордж Вокер Буш         | Республіканська | 45 / 100 | ▼1  | 2004 рік |
| 2006 рік | 233 / 435 | ▲31 | Джордж Вокер Буш         | Республіканська | 51 / 100 | ▲6  | 2006 рік |
| 2008 рік | 257 / 435 | ▲21 | Барак Обама              | Демократична    | 59 / 100 | ▲8  | 2008 рік |
| 2010 рік | 193 / 435 | ▼63 | Барак Обама              | Демократична    | 53 / 100 | ▼6  | 2010 рік |
| 2012 рік | 201 / 435 | ▲8  | Барак Обама              | Демократична    | 55 / 100 | ▲2  | 2012 рік |
| 2014 рік | 188 / 435 | ▼13 | Барак Обама              | Демократична    | 46 / 100 | ▼9  | 2014 рік |
| 2016 рік | 194 / 435 | ▲6  | Дональд Трамп            | Республіканська | 48 / 100 | ▲2  | 2016 рік |
| 2018 рік | 235 / 435 | ▲41 | Дональд Трамп            | Республіканська | 47 / 100 | ▼1  | 2018 рік |
| 2020 рік | 222 / 435 | ▼13 | Джо Байден               | Демократична    | 50 / 100 | ▲3  | 2020 рік |
| 2022 рік | 213 / 435 | ▼9  | Джо Байден               | Демократична    | 51 / 100 | ▲1  | 2022 рік |

### На президентських виборах з 1828 року
| Рік  | Кандидати             | Народне голосування | % голосів | Голоси виборців | +/-  | Результат |
| ---- | --------------------- | ------------------- | --------- | --------------- | ---- | --------- |
| 1828 | Ендрю Джексон         | 642,553             | 56.0      | 178 / 261       | ▲178 | Переміг   |
| 1832 | Ендрю Джексон         | 701,780             | 54.2      | 219 / 286       | ▲41  | Переміг   |
| 1836 | Мартін ван Бюрен      | 764,176             | 50.83     | 170 / 294       | ▼49  | Переміг   |
| 1840 | Мартін ван Бюрен      | 1,128,854           | 46.8      | 60 / 294        | ▼110 | Програв   |
| 1844 | Джеймс Н. Полк        | 1,339,494           | 49.5      | 170 / 275       | ▲110 | Переміг   |
| 1848 | Льюїс Касс            | 1,223,460           | 42.5      | 127 / 290       | ▼43  | Програв   |
| 1852 | Франклін Пірс         | 1,607,510           | 50.8      | 256 / 296       | ▲127 | Переміг   |
| 1856 | Джеймс Б'юкенен       | 1,836,072           | 45.3      | 174 / 296       | ▼80  | Переміг   |
| 1860 | Стівен Дуглас         | 1,380,202           | 29.5      | 12 / 303        | ▼162 | Програв   |
| 1864 | Джордж Макклеллан     | 1,812,807           | 45.0      | 21 / 233        | ▲9   | Програв   |
| 1868 | Гораціо Сеймур        | 2,706,829           | 47.3      | 80 / 294        | ▲59  | Програв   |
| 1872 | Горас Ґрілі           | 2,834,761           | 43.8      | 69 / 352        | ▼11  | Програв   |
| 1876 | Семюель Тілден        | 4,288,546           | 50.9      | 184 / 369       | ▲115 | Програв   |
| 1880 | Вінфілд Скотт Генкок  | 4,444,260           | 48.25     | 155 / 369       | ▼29  | Програв   |
| 1884 | Гровер Клівленд       | 4,914,482           | 48.9      | 219 / 401       | ▲64  | Переміг   |
| 1888 | Гровер Клівленд       | 5,534,488           | 48.6      | 168 / 401       | ▼51  | Програв   |
| 1892 | Гровер Клівленд       | 5,556,918           | 46.0      | 277 / 444       | ▲109 | Переміг   |
| 1896 | Вільям Дженінгс Браян | 6,509,052           | 46.70     | 176 / 447       | ▼101 | Програв   |
| 1900 | Вільям Дженінгс Браян | 6,370,932           | 45.5      | 155 / 447       | ▼21  | Програв   |
| 1904 | Алтон Паркер          | 5,083,880           | 37.6      | 140 / 476       | ▼15  | Програв   |
| 1908 | Вільям Дженінгс Браян | 6,408,984           | 43.0      | 162 / 483       | ▲22  | Програв   |
| 1912 | Вудро Вільсон         | 6,296,284           | 41.8      | 435 / 531       | ▲273 | Переміг   |
| 1916 | Вудро Вільсон         | 9,126,868           | 49.2      | 277 / 531       | ▼158 | Переміг   |
| 1920 | Джеймс Кокс           | 9,139,661           | 34.2      | 127 / 531       | ▼150 | Програв   |
| 1924 | Джон Девіс            | 8,386,242           | 28.8      | 136 / 531       | ▲9   | Програв   |
| 1928 | Альфред Сміт          | 15,015,464          | 40.8      | 87 / 531        | ▼49  | Програв   |
| 1932 | Франклін Д. Рузвельт  | 22,821,277          | 57.4      | 472 / 531       | ▲385 | Переміг   |
| 1936 | Франклін Д. Рузвельт  | 27,747,636          | 60.8      | 523 / 531       | ▲51  | Переміг   |
| 1940 | Франклін Д. Рузвельт  | 27,313,945          | 54.7      | 449 / 531       | ▼74  | Переміг   |
| 1944 | Франклін Д. Рузвельт  | 25,612,916          | 53.4      | 432 / 531       | ▼17  | Переміг   |
| 1948 | Гаррі С. Трумен       | 24,179,347          | 49.6      | 303 / 531       | ▼129 | Переміг   |
| 1952 | Едлай Евінг Стівенсон | 27,375,090          | 44.3      | 89 / 531        | ▼214 | Програв   |
| 1956 | Едлай Евінг Стівенсон | 26,028,028          | 42.0      | 73 / 531        | ▼16  | Програв   |
| 1960 | Джон Ф. Кеннеді       | 34,220,984          | 49.72     | 303 / 537       | ▲230 | Переміг   |
| 1964 | Ліндон Б. Джонсон     | 43,127,041          | 61.1      | 486 / 538       | ▲183 | Переміг   |
| 1968 | Г'юберт Гамфрі        | 31,271,839          | 42.7      | 191 / 538       | ▼295 | Програв   |
| 1972 | Джордж Макговерн      | 29,173,222          | 37.5      | 17 / 538        | ▼174 | Програв   |
| 1976 | Джиммі Картер         | 40,831,881          | 50.1      | 297 / 538       | ▲280 | Переміг   |
| 1980 | Джиммі Картер         | 35,480,115          | 41.0      | 49 / 538        | ▼248 | Програв   |
| 1984 | Волтер Мондейл        | 37,577,352          | 40.6      | 13 / 538        | ▼36  | Програв   |
| 1988 | Майкл Дукакіс         | 41,809,074          | 45.6      | 111 / 538       | ▲98  | Програв   |
| 1992 | Білл Клінтон          | 44,909,806          | 43.0      | 370 / 538       | ▲259 | Переміг   |
| 1996 | Білл Клінтон          | 47,401,185          | 49.2      | 379 / 538       | ▲9   | Переміг   |
| 2000 | Альберт Гор           | 50,999,897          | 48.4      | 266 / 538       | ▼113 | Програв   |
| 2004 | Джон Керрі            | 59,028,444          | 48.3      | 251 / 538       | ▼15  | Програв   |
| 2008 | Барак Обама           | 69,498,516          | 52.9      | 365 / 538       | ▲114 | Переміг   |
| 2012 | Барак Обама           | 65,915,795          | 51.1      | 332 / 538       | ▼33  | Переміг   |
| 2016 | Гілларі Клінтон       | 65,844,610          | 48.0      | 227 / 538       | ▼105 | Програла  |
| 2020 | Джо Байден            | 81,268,867          | 51.3      | 306 / 538       | ▲79  | Переміг   |

## Нотатки
1. ↑  Троє сенаторів, Берні Сандерс, Ангус Кінг та Кірстен Сінема є незалежними, але входять до демократичної фракції та голосують з демократами, що дає Демократичній партії більшість у Сенаті 51 проти 49 у республіканців.